# Appingedam

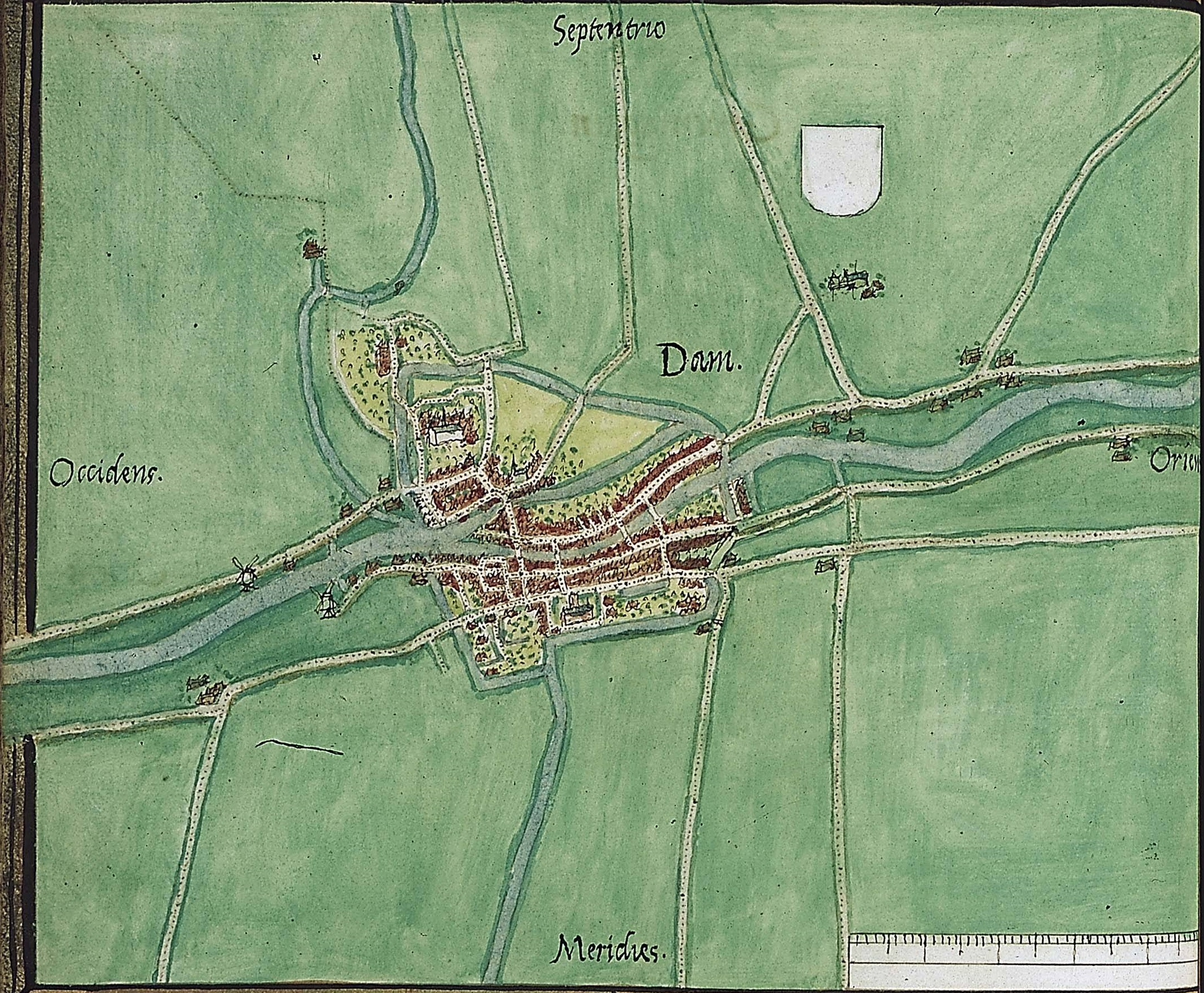
Kaart van Appingedam uit de atlas van Jacob van Deventer uit 1545. De vestingwallen waren toen reeds geslecht.

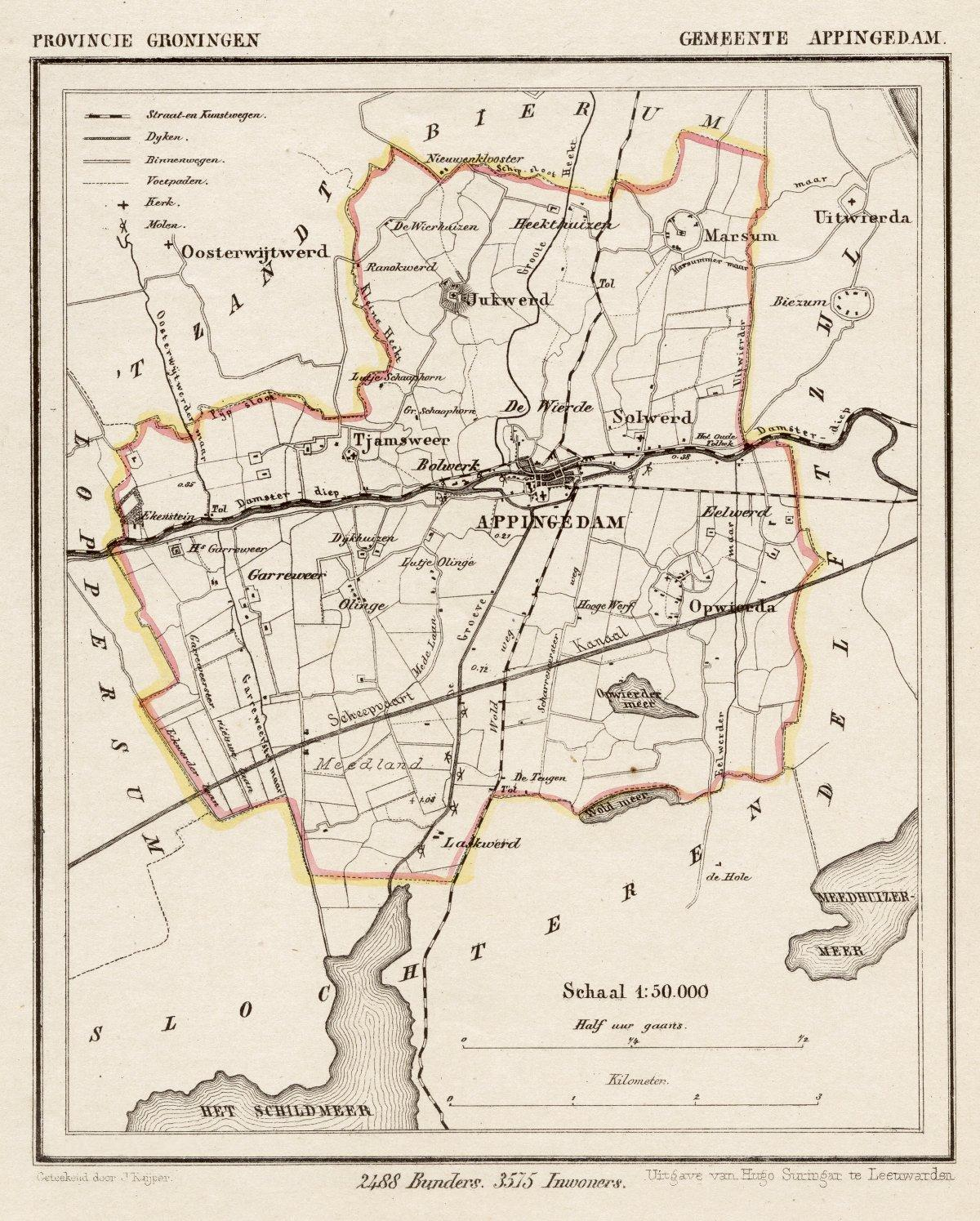
De gemeente Appingedam rond 1866 (Atlas van de provincie Groningen 1865-1870)

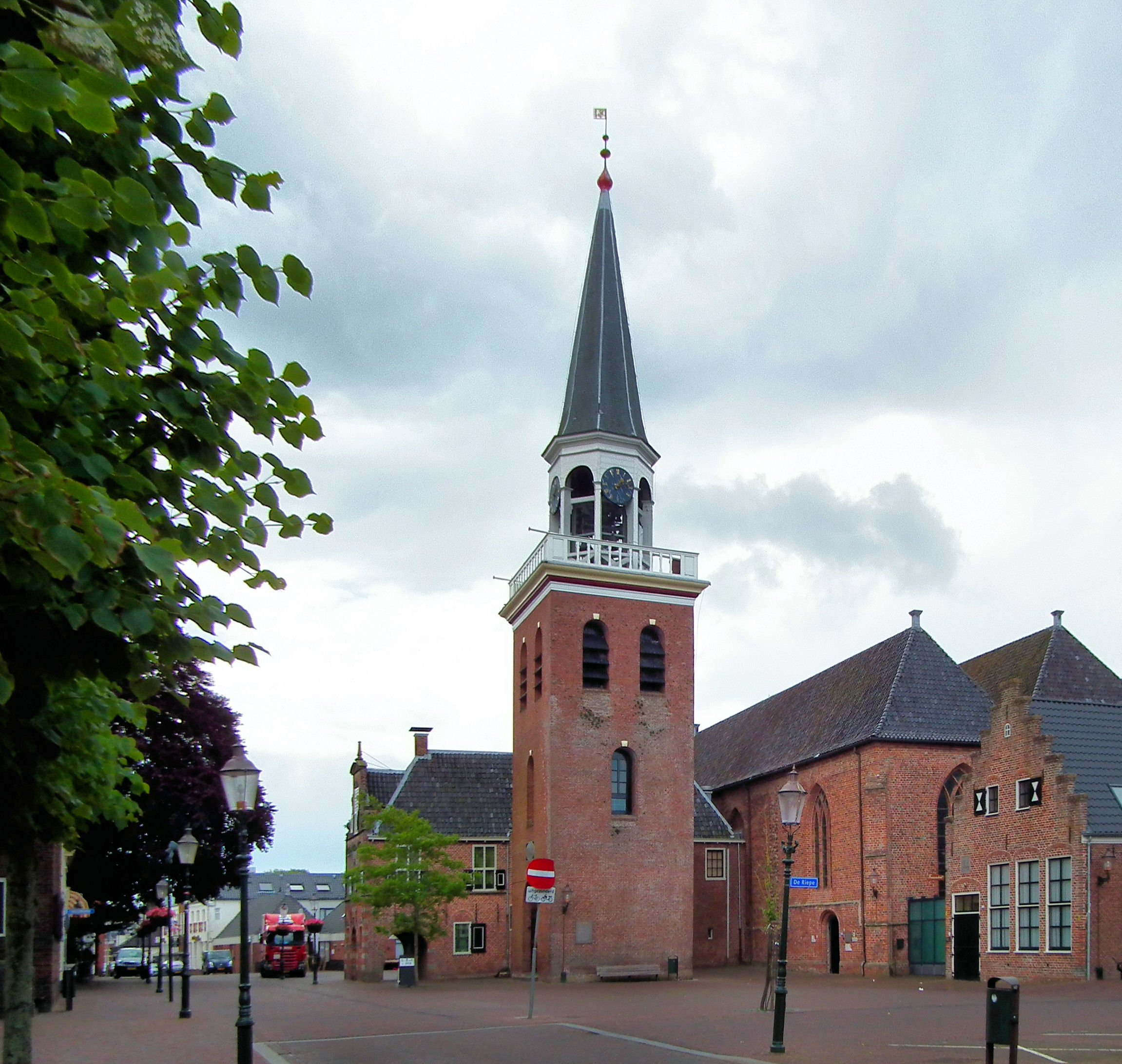
Nicolaïkerk

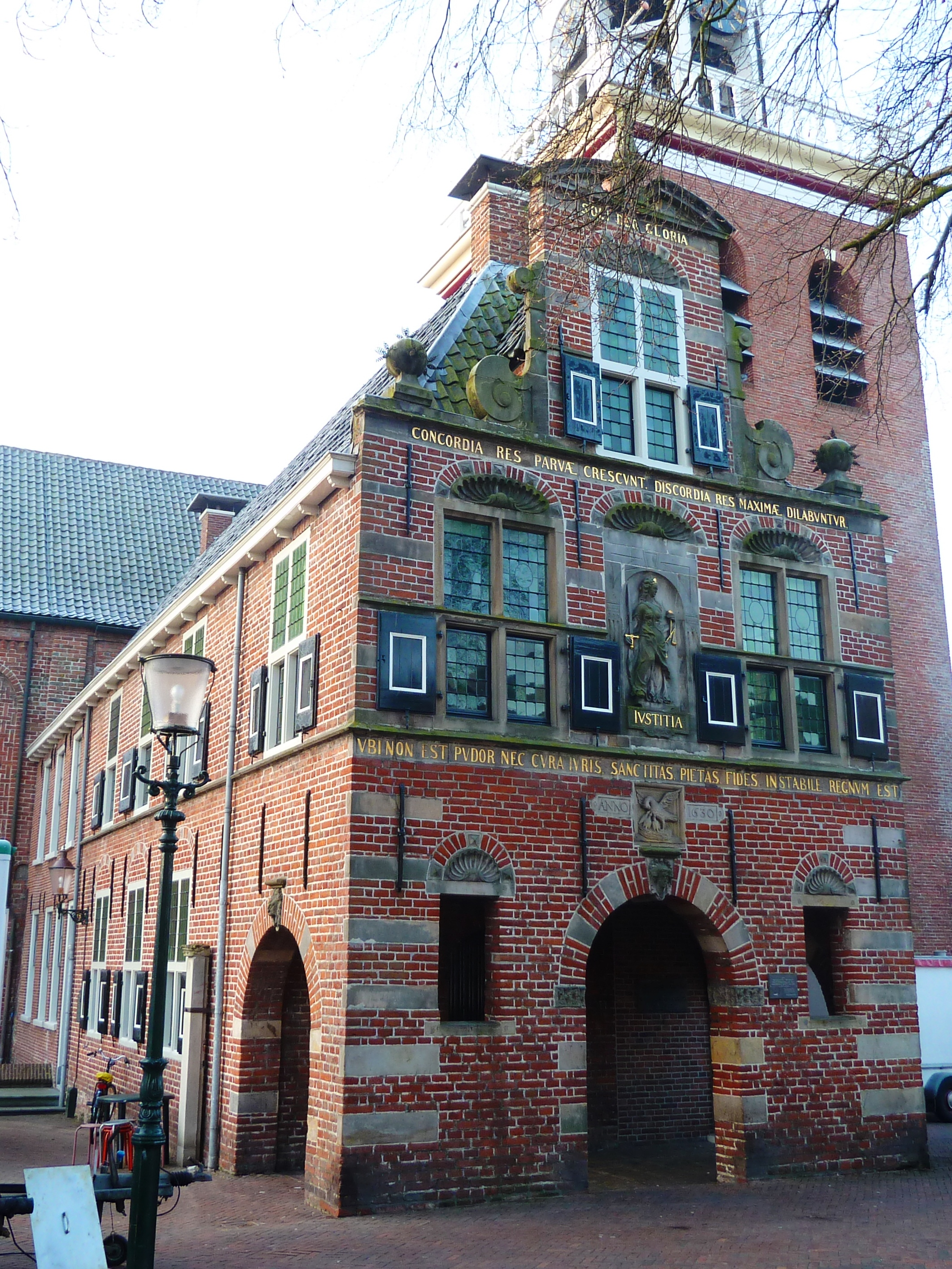
Raadhuis

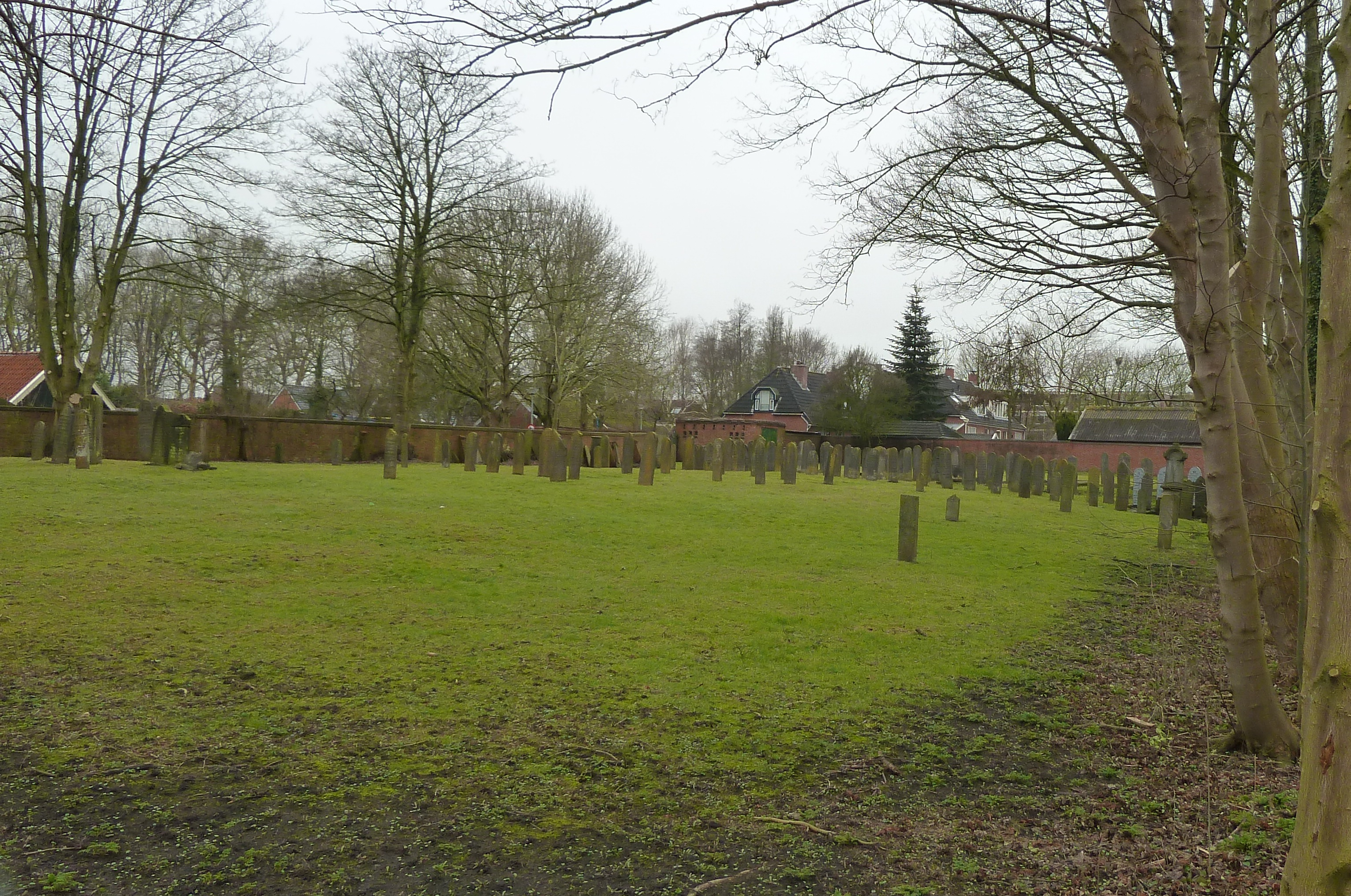
De oude Joodse begraafplaats op de wierde waar het Augustijnerklooster stond.

Appingedam (uitspraakⓘ) (Gronings: Dam of Daam) is een stad en voormalige gemeente in Nederland in de provincie Groningen, die in 2021 is opgegaan in de fusiegemeente Eemsdelta. Het aantal inwoners per 31 januari 2022 was ca. 10.900.
Het stadje Appingedam, gelegen aan het Damsterdiep, werd tot de 19e eeuw als hoofdplaats van Fivelingo beschouwd. Het is sinds de middeleeuwen de enige plaats in de Groninger Ommelanden met stadsrechten. Het centrum van Appingedam is sinds 1972 een beschermd stadsgezicht, waaraan in 1991 een uitbreiding is toegevoegd.

## Toponymie
De naam Appengadomme (1225) of Damme (1235) is volgens sommige theorieën ontleend aan een dam in de rivier de Appe of Apt, maar op naamkundige gronden is een afleiding uit de riviernaam Appe onwaarschijnlijk. Dergelijke vormen komen in de Middeleeuwen alleen voor bij landschapsnamen als Fivelingo.
Waarschijnlijker is een afleiding van de persoonsnaam Appe/Abbe, dan wel de familienaam Appinga/Abbinga. Appingedam betekent dan 'dam bij de woonplaats van de mannen van Abbo' of 'dam bij de woonplaats van de familie Abbinga'. Volgens enkele 15e-eeuwse bronnen werd de wierde die zich ter plaatse bevond ook wel Appingen genoemd.
Een inwoner van Appingedam wordt een Damster of Appingedammer genoemd. In de Middeleeuwen sprak men wel van Damsaters, Latijn Dammenses, dat is 'dambewoners'.
Appingedam wordt ook wel de Fivelstad genoemd. Met de Fivel wordt in dit geval het Damsterdiep bedoeld.

## Geschiedenis

### Ontstaan
Over de precieze ouderdom van Appingedam bestaat geen zekerheid. De archeologische vondsten gaan terug tot ongeveer 1140, al zijn er enkele oudere vondsten gedaan, waaronder een Badorf-kan uit de 10e eeuw.
Appingedam ontstond vermoedelijk rond 1100 op een van de dijken langs de Delf (het latere Damsterdiep) of een van de voorlopers daarvan. Bij de kruising van de Delf, de Groeve, de Groote Heekt en enkele handelswegen ontstond een nederzetting van schippers, koop- en ambachtslieden. In een document uit 1224 is voor het eerst sprake van een markt- of vergaderplaats (Forum), waarmee waarschijnlijk Appingedam wordt bedoeld. Een deel van de nederzetting lag op De Wierde (onder Tjamsweer), waar in 1328 een Augustijnenklooster werd gevestigd.
Over de beginperiode bestaan verschillende theorieën, die zich concentreren op de vermoede loop van het riviertje de Appe (zie daar). Een aantal auteurs (Hoft 1990; Ten Broek 1935-37) gaat ervan uit dat Appingedam is ontstaan aan een dam in de Heekt, de Appe of de Groeve. De nederzetting zou al hebben bestaan voordat rond 1200 de Delf (het Damsterdiep) werd gegraven. Als consequentie van deze opvatting wordt soms gesteld dat met de in 1057 genoemde plaats Geleviswert, waar munten werden geslagen, niet Garrelsweer maar Garreweer wordt bedoeld. Andere auteurs meenden dat Appingedam pas na het graven van de Delf is gesticht. Het stadje zou mogelijk zijn ontstaan aan een sluis of dam in de Delf. Recent historisch-geografisch onderzoek heeft laten zien dat het Damsterdiep al voor het jaar 1000 moet zijn gegraven om de ontwatering van het achterland te verbeteren. Aanwijzingen voor het bestaan van een dam in de Delf zijn echter niet gevonden.

### Groei en bloei
Door de gunstige ligging aan de Delf, die een open verbinding met de zee vormde, groeide de nederzetting in korte tijd uit tot een belangrijk handels- en marktcentrum. Appingedam werd de hoofdplaats van het Friese gewest Fivelingo. Aan de kaden van de Delf werden binnengelopen zeeschepen afgemeerd en losten en laadden schippers hun vracht. Vervolgens werden de goederen opgeslagen en verhandeld. Handel werd gedreven met Noord-Duitsland en het Oostzee-gebied, Scandinavië en Westfalen. Bij de Wezertol van Bremen golden gunstige uitzonderingstarieven voor Damster schepen. Appingedam was een belangrijk regionaal marktcentrum. De groei van de stad bleek ook uit de omvang van de romanogotische H. Mariakerk, die halverwege de 14e eeuw de Nicolaïkerk werd en in deze periode als het ware met de stad meegroeide.
Appingedam had in de middeleeuwen niet alleen in economisch, maar ook in juridisch en bestuurlijk opzicht een centrumfunctie. Al in de 13e eeuw vergaderden hier de redgers van het Friese gewest Fivelingo. De zelfstandigheid van rechtspraak en bestuur werd bevestigd in 1327. In dat jaar erkenden de vertegenwoordigers van de Zeven Friese Zeelanden, verenigd in het verbond van de Upstalsboom, de al van oudsher in Appingedam bestaande rechten en gewoonten en leggen deze vast in het stadsprivilege van Appingedam, de buurbrief. Ook in de overeenkomst van 1506 tussen de stad Groningen en graaf Edzard I van Oost-Friesland wordt Appingedam erkend als marktplaats.
De voertaal in Appingedam was in de middeleeuwen Fries. Dit blijkt ook uit overgeleverde Oudfriese wetsteksten. Het Fries werd als gevolg van de Hanzehandel en de invloed van de stad Groningen aan het einde van de middeleeuwen verdrongen door het Nedersaksisch.

### Achteruitgang en nieuwe bloei
In 1473 sloot de stad Groningen een verdrag met alle landschappen in de provincie, waarbij voor het graan (vooral gerst) het stapelrecht voor de stad werd gevestigd. Daaraan werd gekoppeld dat in de provincie alleen bier geschonken mocht worden dat in de stad was gebrouwen. Met name Appingedam verzette zich hevig tegen het stapelrecht van de stad, maar stond machteloos tegenover het veel grotere Groningen. 
In 1514 werd Appingedam ingenomen door Georg van Saksen. De bevolking, die voor een deel zijn toevlucht had gezocht in de Nicolaikerk, werd uitgemoord. Bij dit bloedbad kwamen volgens Wilhelmus Coenders van Helpen meer dan 1000 mensen om het leven, waaronder ook ouden van dagen, vrouwen en kinderen.
In 1536 werd de stad ingenomen door Meindert van Ham, een aanvoerder in het leger van Karel van Gelre, maar in september van datzelfde jaar werd hij verdreven door Georg Schenck van Toutenburg, stadhouder van Karel V. Daarna werden de vestingwerken geslecht.
Eigenlijk had Schenck van Toutenburg bevolen dat heel Appingedam gesloopt moest worden. Hij liet er een garnizoen legeren onder leiding van overste Hans Hesse, die hierop moest toezien. De Damsters wisten echter op Hesse in te praten om vooral geen haast te maken met de sloop van de huizen. Daardoor werden alleen de vestingwallen gesloopt. Het Augustijnenklooster moest ook worden gesloopt, maar dat werd verboden door Schenck zelf, wiens broer er begraven lag. De stad Groningen probeerde nog in 1565 landvoogdes Maria van Hongarije (die de sloop van Appingedam aanvankelijk had bevolen) ervan te overtuigen de sloop alsnog uit te voeren. Zij wees dit verzoek af omdat de Stadjers hiervan in 1536 te weinig werk hadden gemaakt en bovendien al eens akkoord waren gegaan met een uitspraak van de rechter over een handelsconflict tussen beide steden.
Bij de reductie van Groningen in 1594 werd het stapelrecht niet afgeschaft, maar wel verzacht. Appingedam kreeg het recht op een eigen korenmarkt. Nadat Appingedam in de 16e eeuw in economisch opzicht geleidelijk aan achteruit was gegaan, ontstond er  een opleving rond 1630, toen het laatrenaissancistische Raadhuis gebouwd werd en rond 1760, toen veel gevels, vooral in de Solwerderstraat, werden vernieuwd. Aan het eind van de 18e eeuw werden toch nog altijd zo'n 50 zeeschepen per jaar bevracht en werden regelmatig vaste beurtdiensten onderhouden op Sneek, Amsterdam en Leer.
Langs het Damsterdiep stonden steen- en pannenbakkerijen, kalkovens en scheepswerven. Wind- en rosmolens zorgden voor het malen van graan en boekweit het persen van olie en het zagen van hout. Bovendien telde de stad zes bierbrouwerijen, twee jeneverstokerijen, enkele leerlooierijen, weverijen, garentwijnderijen, een zeepziederij, een lijmziederij, een azijnmakerij en een zoutkeet.
Toen de Fransen zich opmaakten voor het Beleg van Delfzijl (1813-1814) werd Appingedam van de voorraden leeggeroofd. Later zou Marcus Busch, als Nederlandse kolonel van de schutterij de belegeraar van de vestingstad Delfzijl, zijn hoofdkwartier in Appingedam kiezen. De Damsters zouden tijdens het beleg nog wel natte voeten krijgen, want Pierre Maufroy, verdediger van de stad, sloot de sluizen van Delfzijl, zodat de Fivelboezem onder water kwam te staan.
Na de voltooiing van het Eemskanaal nam de scheepvaart over het Damsterdiep af en wist buurplaats Delfzijl deze naar zich toe te trekken. Delfzijl wist te bedingen dat de Damsters geen gebruik van het Eemskanaal mochten maken. In 1884 kreeg de stad aansluiting op de spoorlijn Groningen - Delfzijl. Het vervoer over water nam hierdoor nog verder in belang af.
Aan het einde van de 19e eeuw bloeide de Damster economie weer wat op. Appingedam maakte vooral naam met de veemarkten, waarvan de paardenmarkt de belangrijkste was. In 1870 introduceerde C. Roggenkamp de eerste stoommachine in Appingedam en richtte hij een van de eerste stoomtimmerfabrieken van Nederland op, Molly.

### Eerste helft van de 20e eeuw
Aan het begin van de twintigste eeuw ontwikkelde de stad zich meer en meer tot het industriële centrum van Fivelingo. Appingedam kreeg onder andere een zuivelfabriek, een vlasfabriek, een strokartonfabriek De Eendracht, een gasfabriek, een trailerfabriek (onderdeel van de DAM) en twee carrosseriefabrieken Medema en Bos (later Smit). De machinefabriek Ter Borg & Mensinga (Borga) kreeg wereldfaam en de Appingedammer Bronsmotorenfabriek van Jan Brons produceerde de Bronsmotor, een scheepsmotor van eigen vinding die over de hele wereld werd verkocht. Thans staat op de hoek van de Kniestraat en de Dijkstraat, als industrieel monument, de reusachtige krukas van zo'n Bronsmotor. De industrie vestigde zich vooral langs het Damsterdiep en De Groeve (het Damstermaar), de verbinding met het Eemskanaal. Met de groei van de industrie namen ook de middenstand, het bankwezen en onderwijs en maatschappelijke voorzieningen toe, onder andere door initiatieven van de advocaat en lokale politicus mr. A.T. Vos.
Met de groei van de bedrijvigheid steeg ook de vraag naar woonruimte voor de arbeiders. Hiertoe werden nieuwe wijken gebouwd. Ten noorden van het oude stadscentrum bouwde Werkliedenvereniging De Harmonie tussen de oude wierde, het Damsterdiep en de spoorlijn langs de Harmoniestraat een arbeiderswijkje. In de jaren tot de oorlog werd dit gebied verder ingevuld met woningen en een sportterrein. Onder andere de herenwoningen nabij het station en de Rijks-HBS aan de Wilhelminastraat (1917, later ingericht als gemeentehuis) dateren uit deze periode. Tijdens de Tweede Wereldoorlog werd een aantal woningen langs de Harmoniestraat verwoest. Ze werden later vervangen door nieuwbouw. Aan de zuidzijde van het centrum verrezen begin 20e eeuw eveneens woningen ten zuiden van het Nieuwe Diep (een "bypass"van het Damsterdiep). Aan de Westerkade vormen deze arbeiderswoningen een strak lint langs het water. De Bronsmotorenfabriek liet in 1924 symmetrische arbeiderswoningen bouwen aan de Scharreweersterweg. Ook de strokartonfabriek, het gemeentelijk woningbouwbedrijf en woningstichting Patrimonium bouwden hier woningen. Dwars op de weg naar Scharreweer en Farmsum werd binnen een orthogonaal stratenpatroon een groot aantal twee- en drie-onder-een kapwoningen gebouwd voor zowel particuliere bouw als volkshuisvesting. Na de oorlog werd deze wijk verder volgebouwd met vooral woningwetwoningen tot aan Opwierde, deels als onderdeel van het 1000-woningenplan van de provincie Groningen.

### Na de Tweede Wereldoorlog
Na de Tweede Wereldoorlog werd Appingedam aanvankelijk meer en meer overvleugeld door buurgemeente Delfzijl. Deze plaats ontwikkelde zich in hoog tempo tot de derde havenstad van Nederland en tot een van de belangrijkste industriële centra in het noorden des lands. De ontwikkeling in Appingedam verliep veel gestager. Op sommige gebieden, zoals de winkelvoorzieningen, was zelfs sprake van stilstand. Zoals vaak was er een prikkel nodig om de ommekeer in te luiden.
In 1972 verwierf Appingedam het predicaat beschermd stadsgezicht. Daarmee verkreeg het gemeentebestuur de juridische en financiële mogelijkheden de in verval geraakte binnenstad nieuw leven in te blazen. In hoog tempo werden ambitieuze plannen ontwikkeld om de historische binnenstad te restaureren met behoud van de eigen identiteit. Niet alleen werd het aanzien van de stad verfraaid, ook de middenstand leefde op en de bedrijvigheid nam toe. Onder het motto Appingedam, terug in de vaart ondernam Appingedam een geslaagde poging toeristen en ondernemers naar de stad te trekken. De vaarrecreatie kwam tot ontwikkeling, mede dankzij de openstelling van het Damsterdiep-vaarcircuit. De stad werd uitgebreid met nieuwbouwwijken.
In Appingedam hebben ook twee kazernes gestaan. Tussen 1949 en 1964 waren militairen gelegerd in de Pieter Bierema Kazerne aan de Stationsweg. Militairen van de Koninklijke Luchtmacht en ook eenheden en opleidingscentra van de Koninklijke Landmacht hadden tot 1990 hun legerplaats in het Kamp Fivelingo, later de Willem Lodewijk van Nassau Kazerne, aan de Westersingel. De Pieter Bieremakazerne (de vroegere Ambachtsschool) is gesloopt; in 2002 is het oude hoofdgebouw van de W.L. van Nassaukazerne verbouwd tot appartementencomplex.

### 21e eeuw
Door het winkelaanbod, de recreatiemogelijkheden, de aanleg van de 'Stadshaven Appingedam', de wegverbindingen en het openbaar vervoer speelt Appingedam een rol als toeristisch centrum voor de noordoostelijke hoek van de provincie Groningen. Daarnaast heeft het zich ontwikkeld tot regionaal verzorgingscentrum, zowel in bestuurlijk opzicht als op het gebied van het onderwijs en de winkelvoorzieningen. Die laatste hebben zich ten dele verplaatst naar buiten het historische centrum, dat sinds 2010 met toenemende leegstand wordt geconfronteerd.
Appingedam behoort tot het gebied waar aardgaswinning in het nabijgelegen aardgasveld van Slochteren heeft geleid tot bodemdaling en aardschokken. In november 2013 maakte de Rijksdienst voor het Cultureel Erfgoed bekend dat uit onderzoek was gebleken dat het Raadhuis van Appingedam behoorde tot de 69 rijksmonumenten die hierdoor schade hadden geleden. In de zuidoostelijke wijk Opwierde-Zuid ontstond in 2017-2018 commotie bij de bewoners door onzekerheid ten gevolge van tegenstrijdige berichten over de noodzaak van een voorgenomen versterkingsoperatie van woningen.

## Bezienswaardigheden
Appingedam oogt onmiskenbaar als een stadje. In het centrum zijn van oorsprong middeleeuwse panden te bewonderen. De bekendste bezienswaardigheden zijn de middeleeuwse Nicolaïkerk (opgenomen in de Top 100 van de Rijksdienst voor de Monumentenzorg), het ertegenaan gebouwde renaissancistische Raadhuis, drie boven het Damsterdiep hangende keukens en twee smalle loopbruggen.
Appingedam telt een aantal rijksmonumenten, gemeentelijke monumenten en oorlogsmonumenten, zie:
- Lijst van rijksmonumenten in Appingedam (plaats)
- Lijst van gemeentelijke monumenten in Appingedam
- Lijst van oorlogsmonumenten in Appingedam

Tijdens het interbellum werden in Appingedam veel woningen en winkelpanden gebouwd in de stijl van de Amsterdamse School, waarvan vele bewaard zijn gebleven en sommige de monumentale status hebben bereikt. In het bijzonder de gemeentearchitect Evert Rozema heeft veel van deze panden op zijn naam staan. Ook Egbert Reitsma (Gereformeerde kerk), Kornelius Westerman, Jacob Hoogbruin en anderen waren in Appingedam actief.

### Afbeeldingen

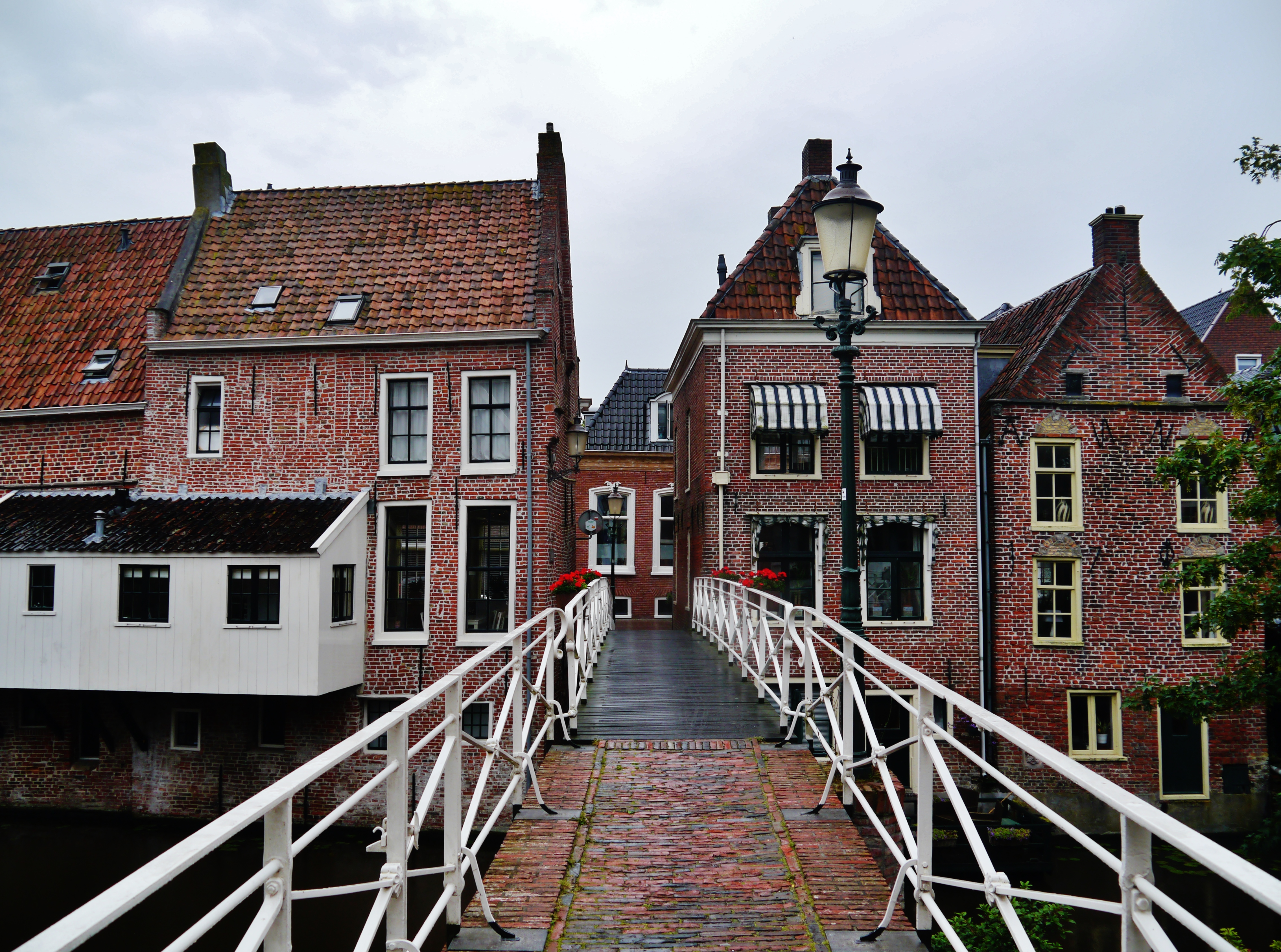
Vrouwebrug over het Damsterdiep
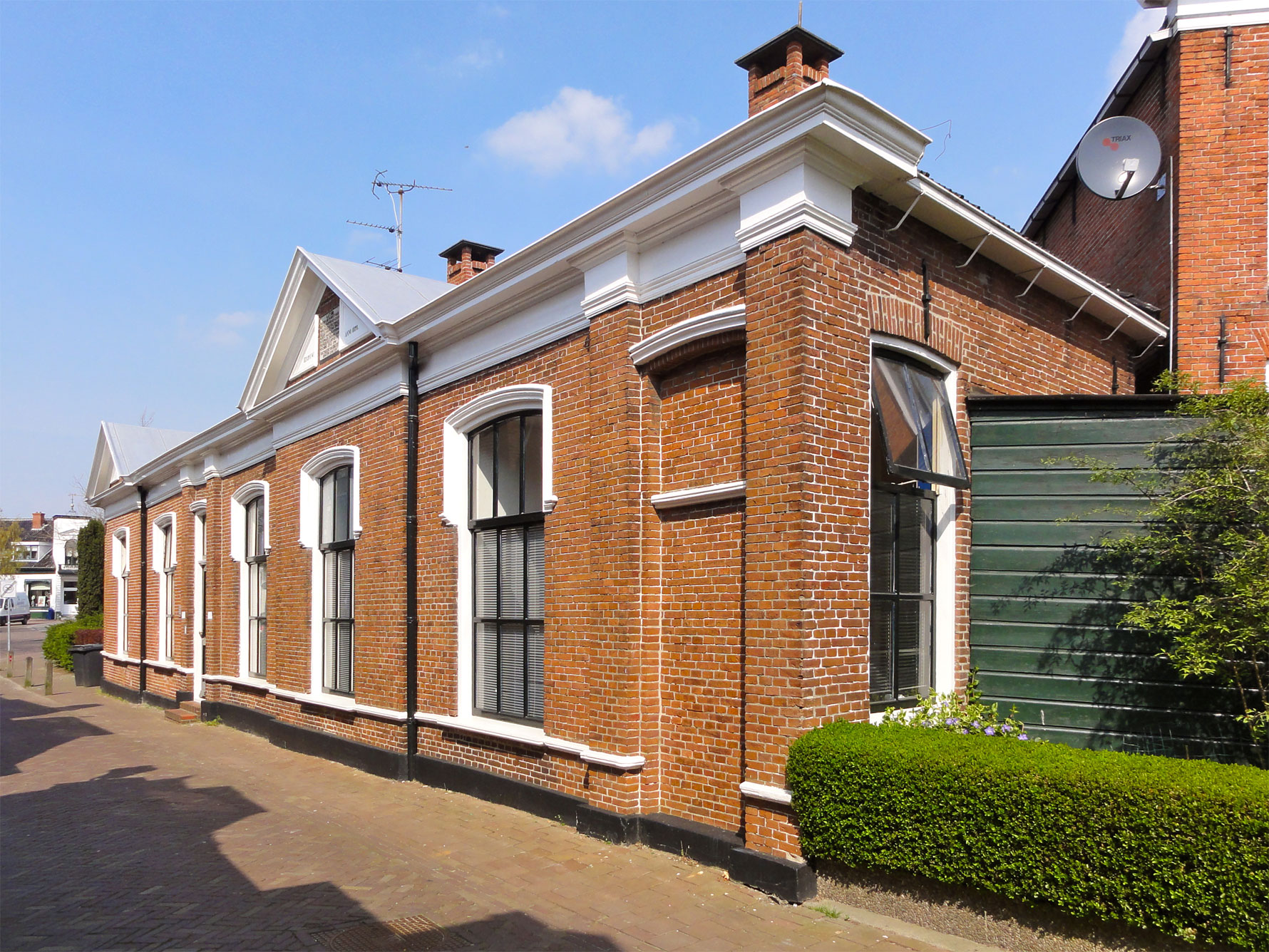
Cornelis Alberts Gasthuis
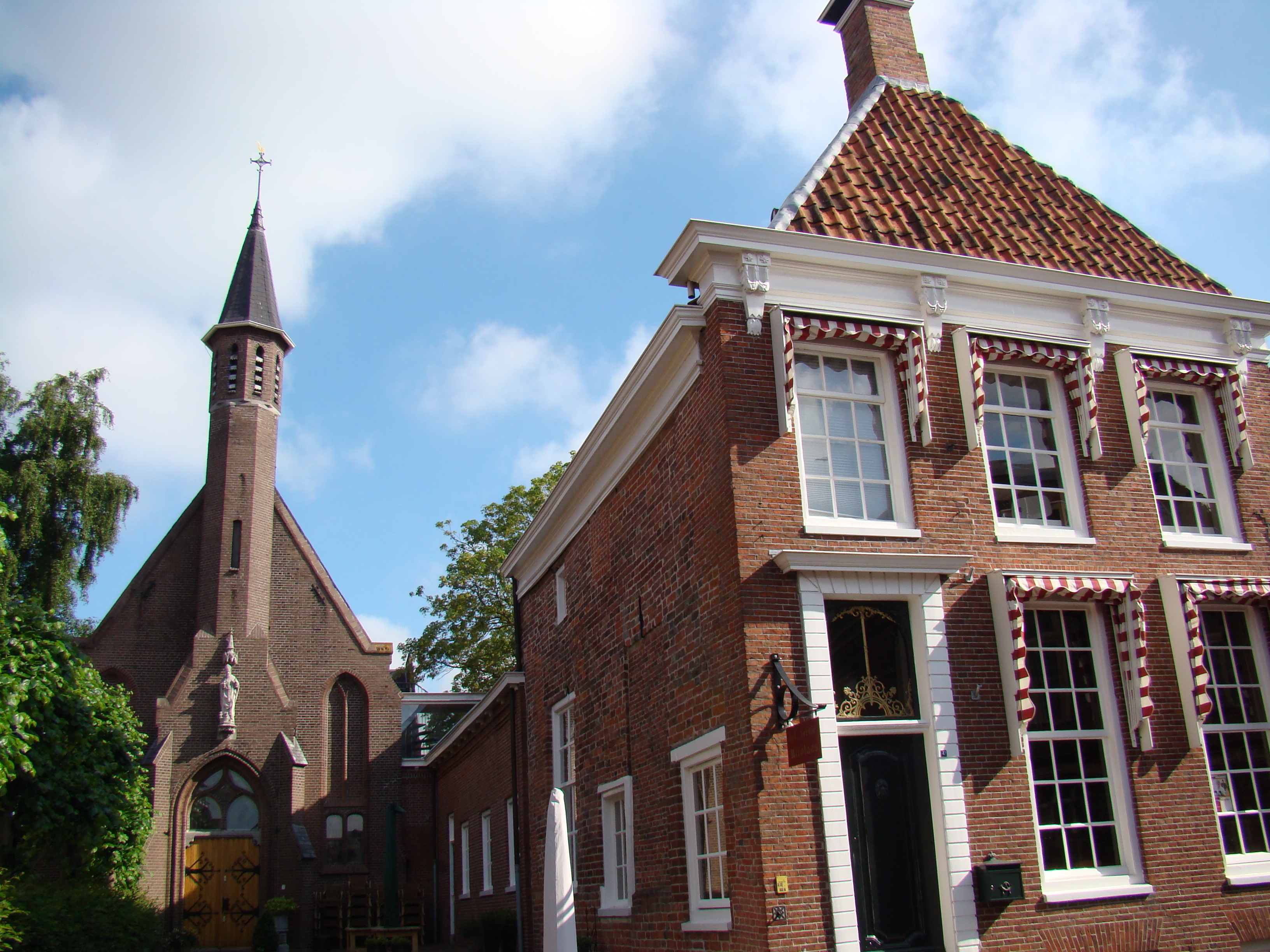
Sint-Nicolaaskerk, Solwerderstraat
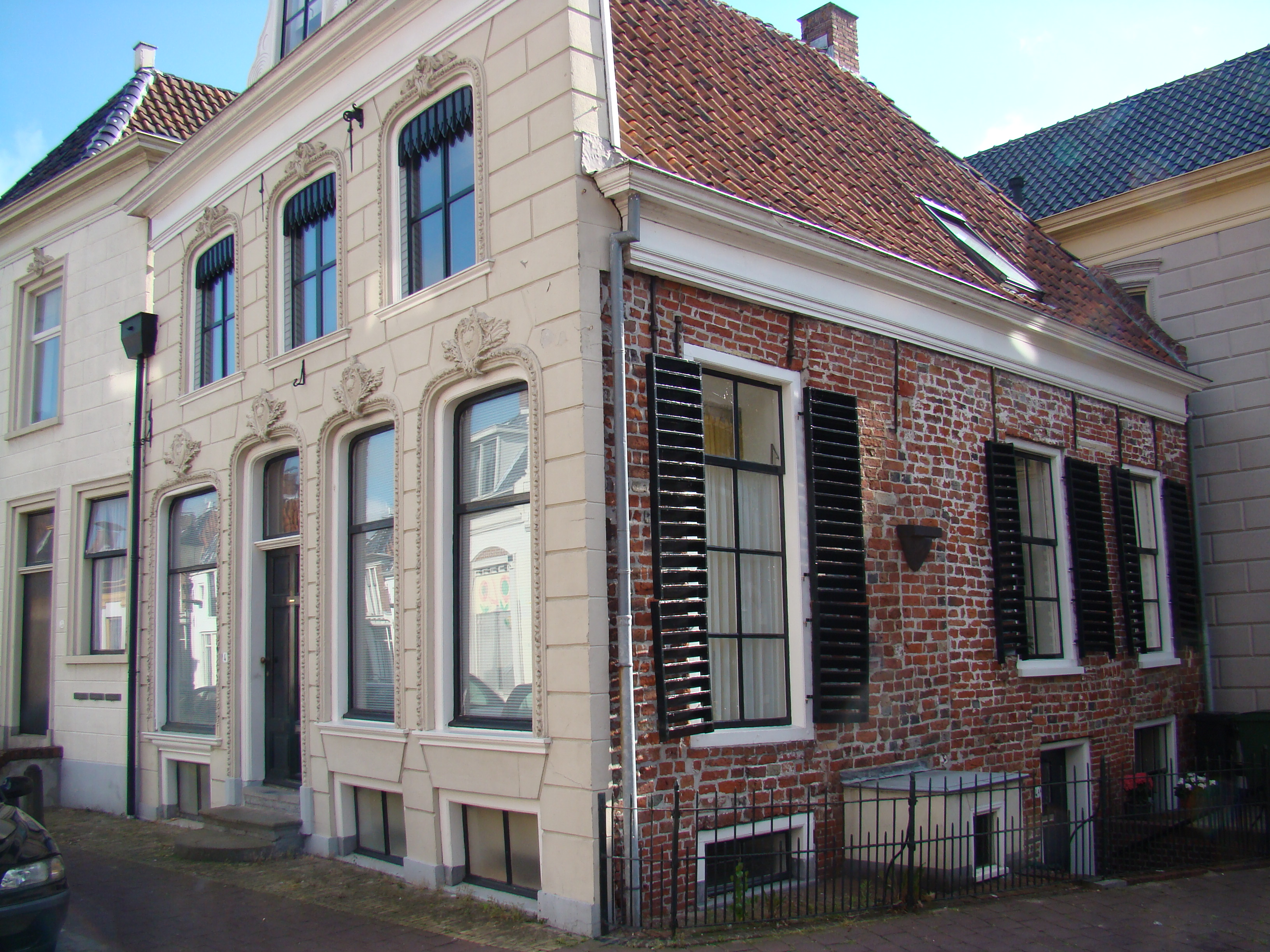
Woonhuis, Gouden Pand
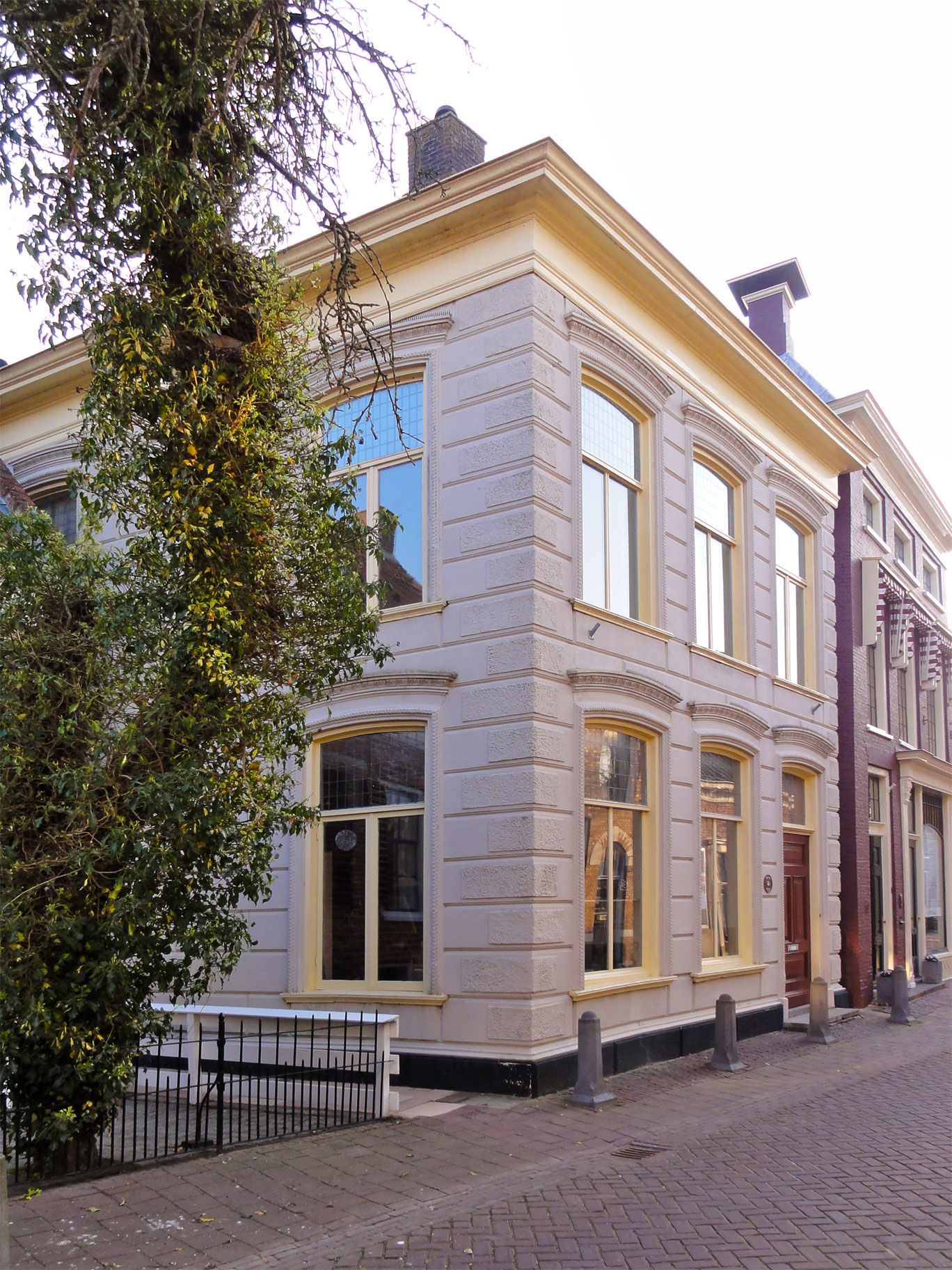
Woonhuis, Solwerderstraat
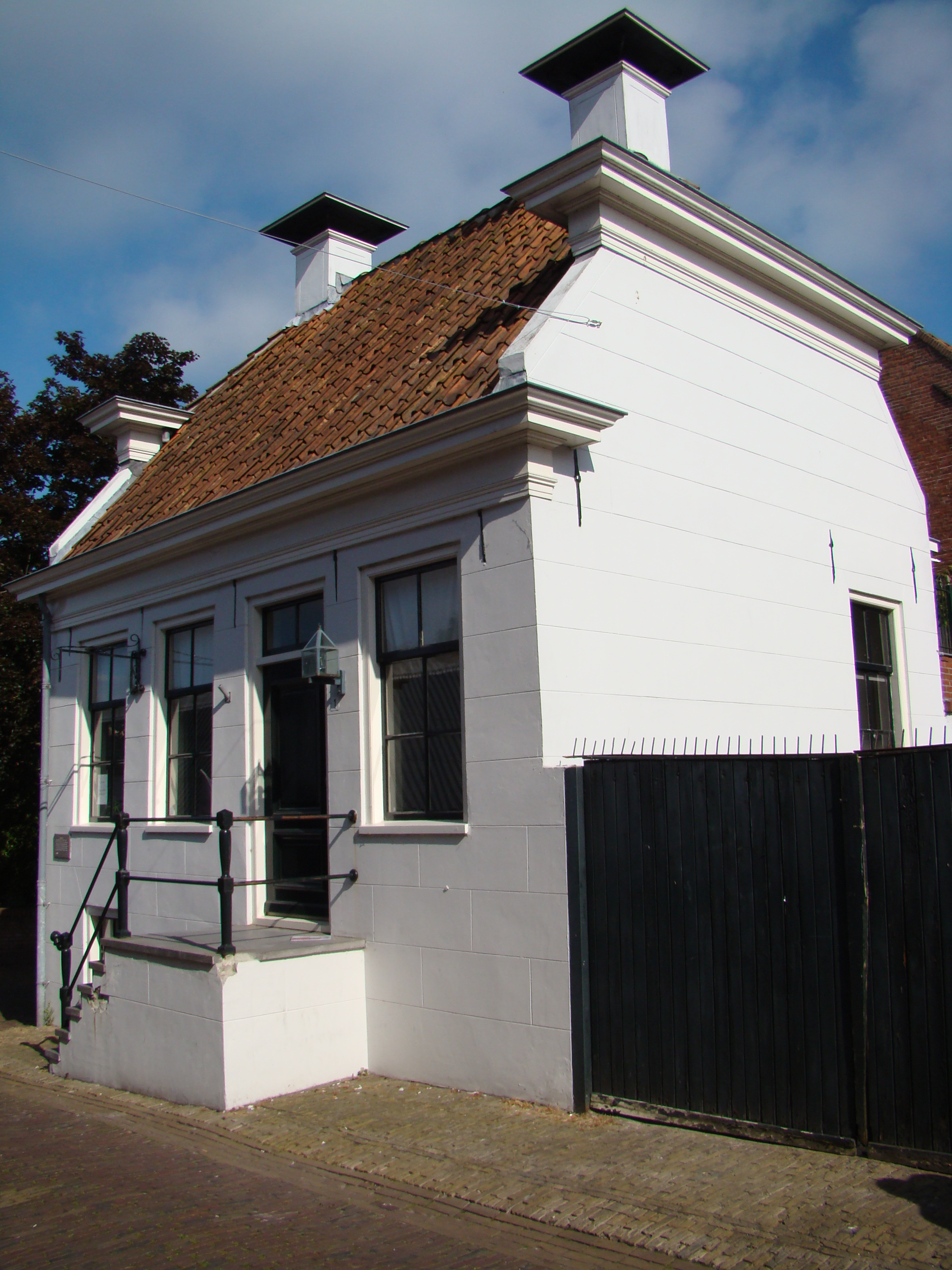
Woonhuis, Solwerderstraat
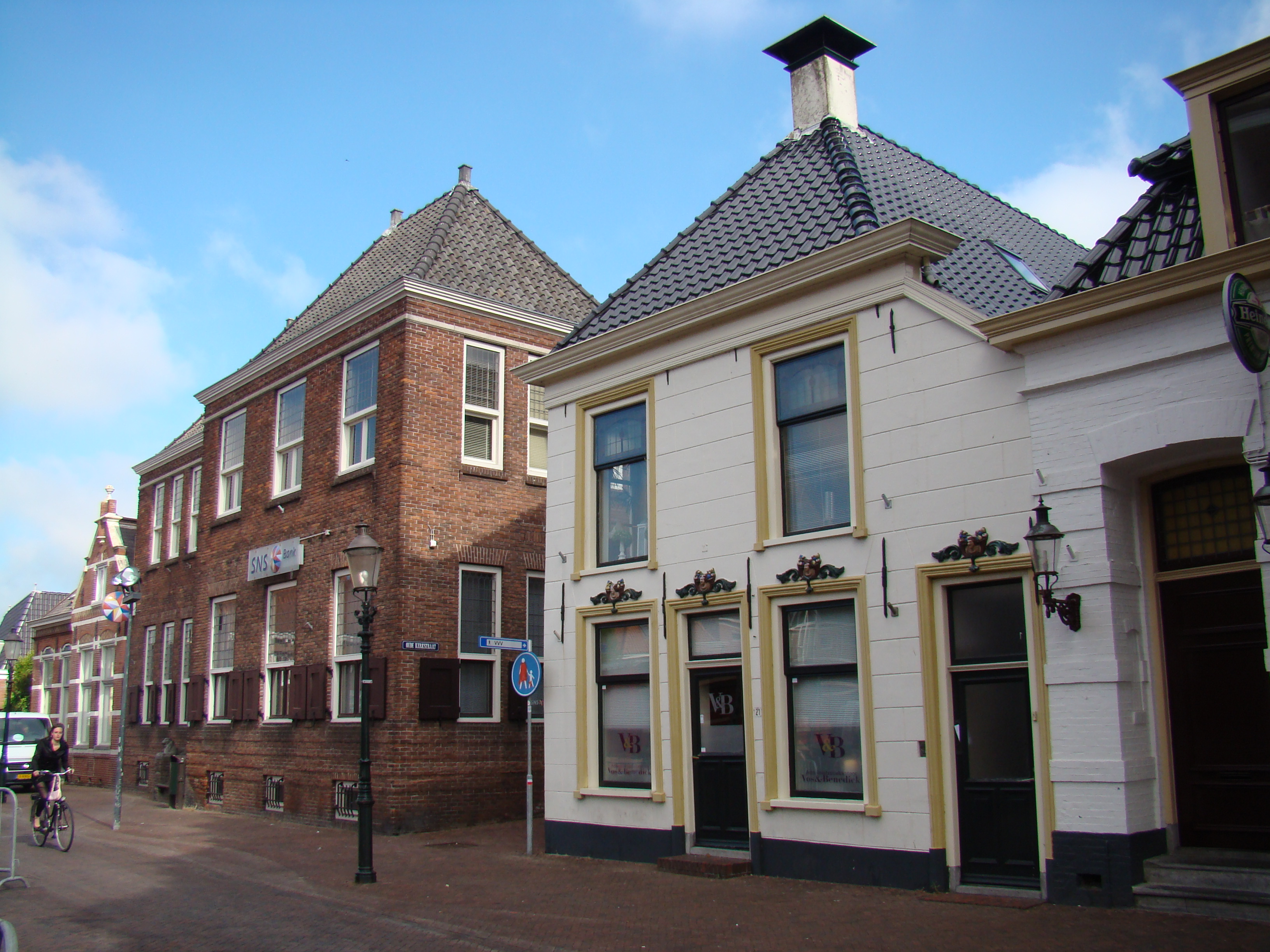
Woonhuis, Wijkstraat
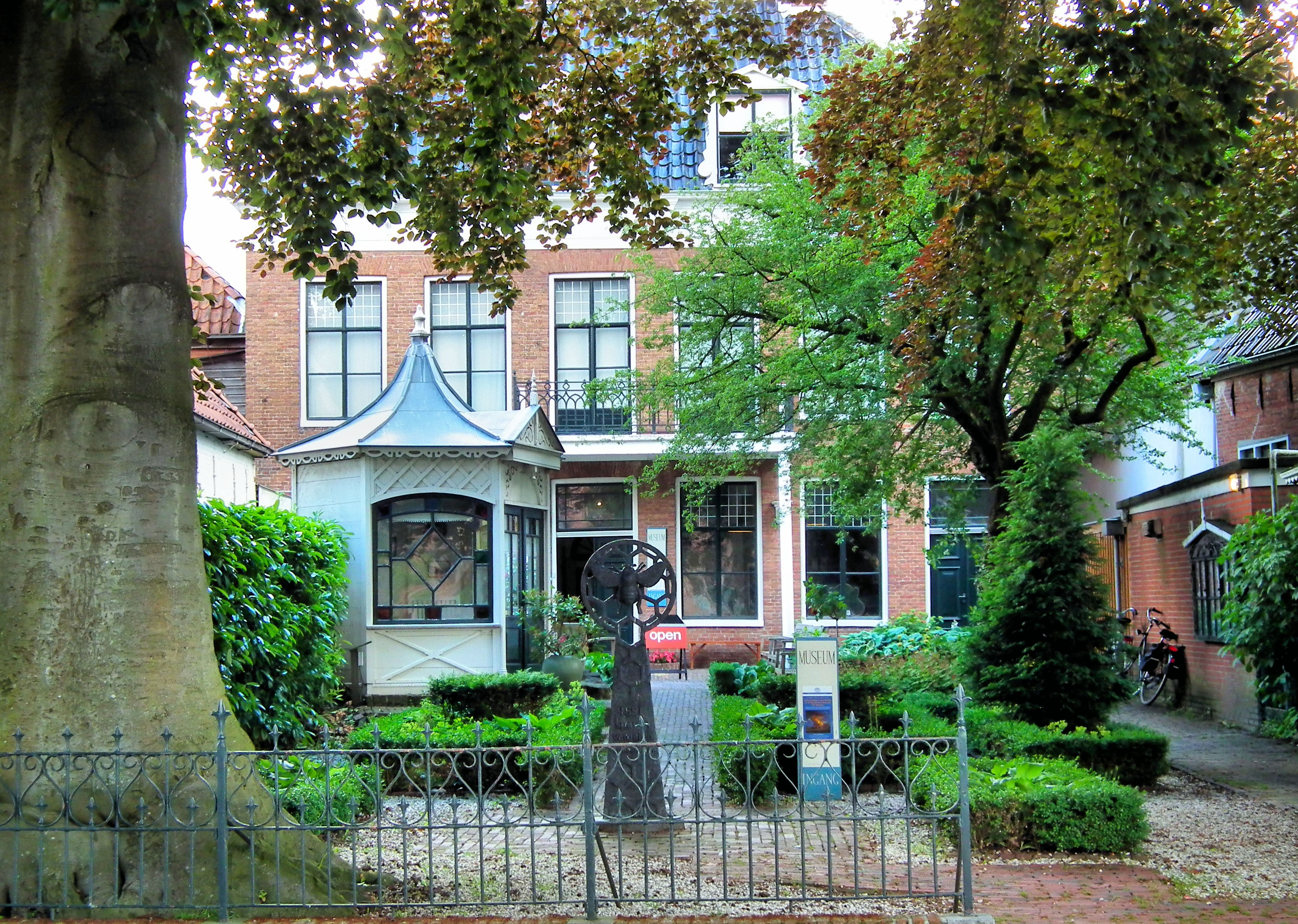
Museum Stad Appingedam, Wijkstraat
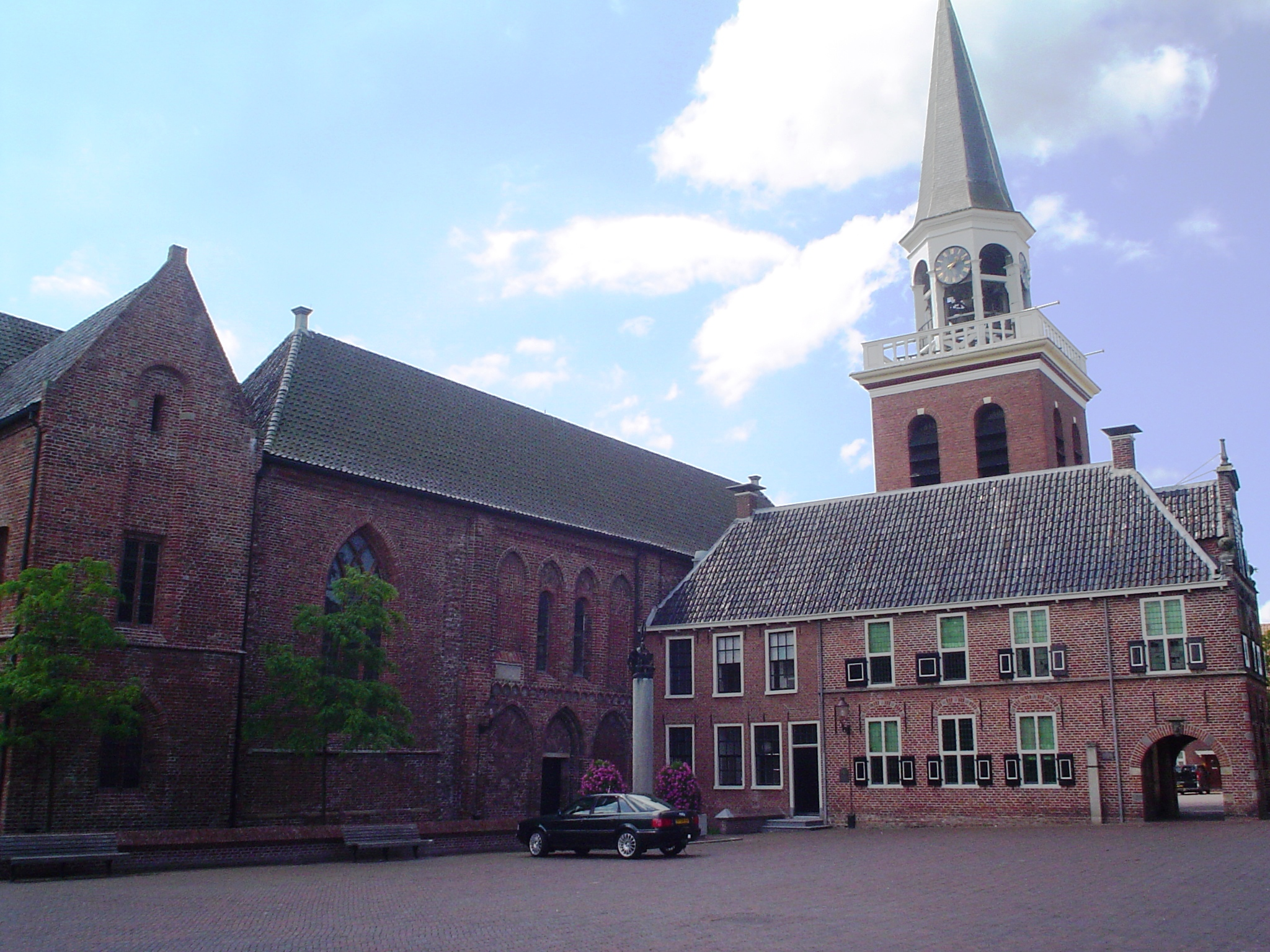
Nicolaïkerk en Raadhuis, Wijkstraat
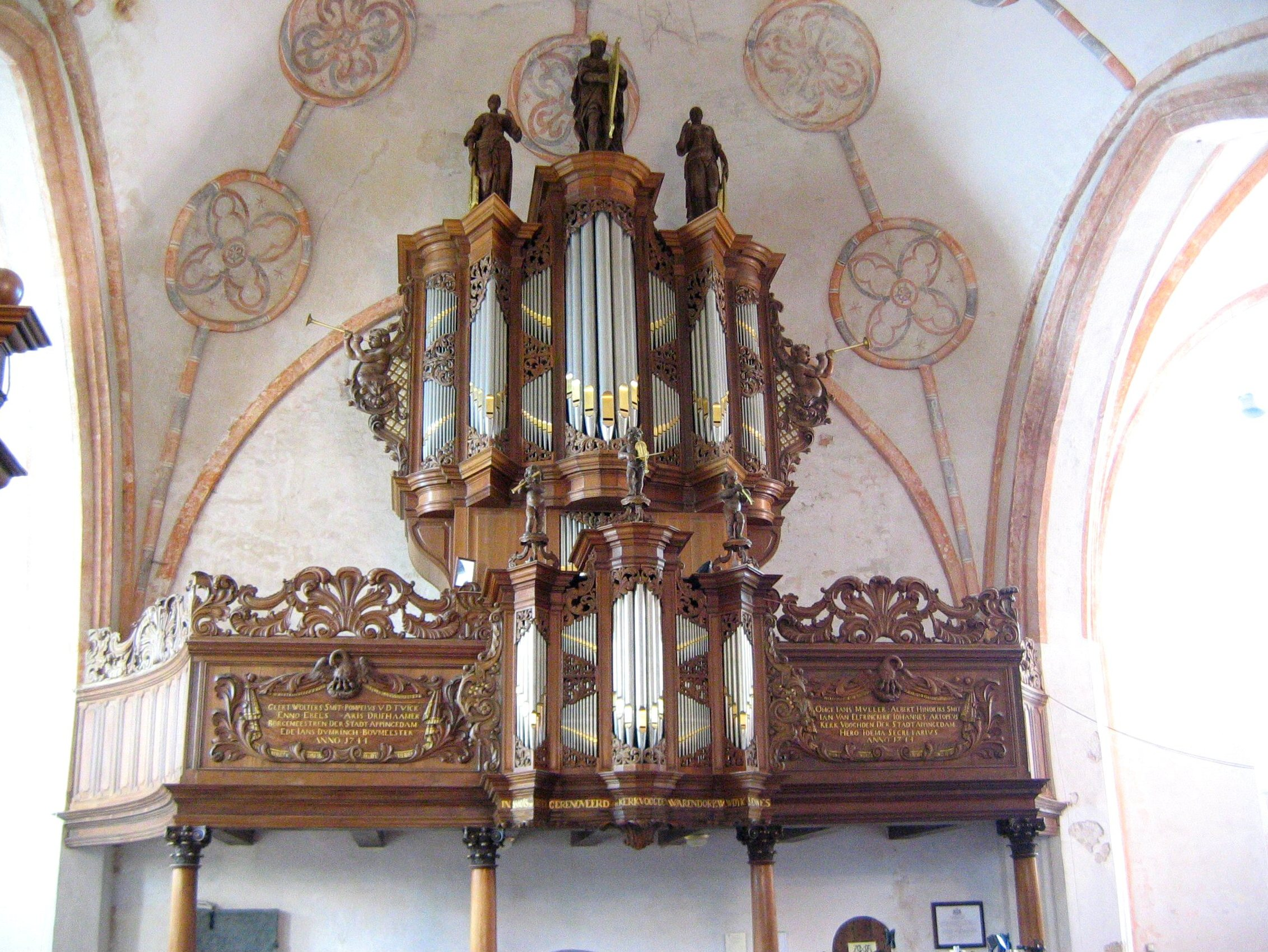
Hinsz-orgel, Nicolaïkerk
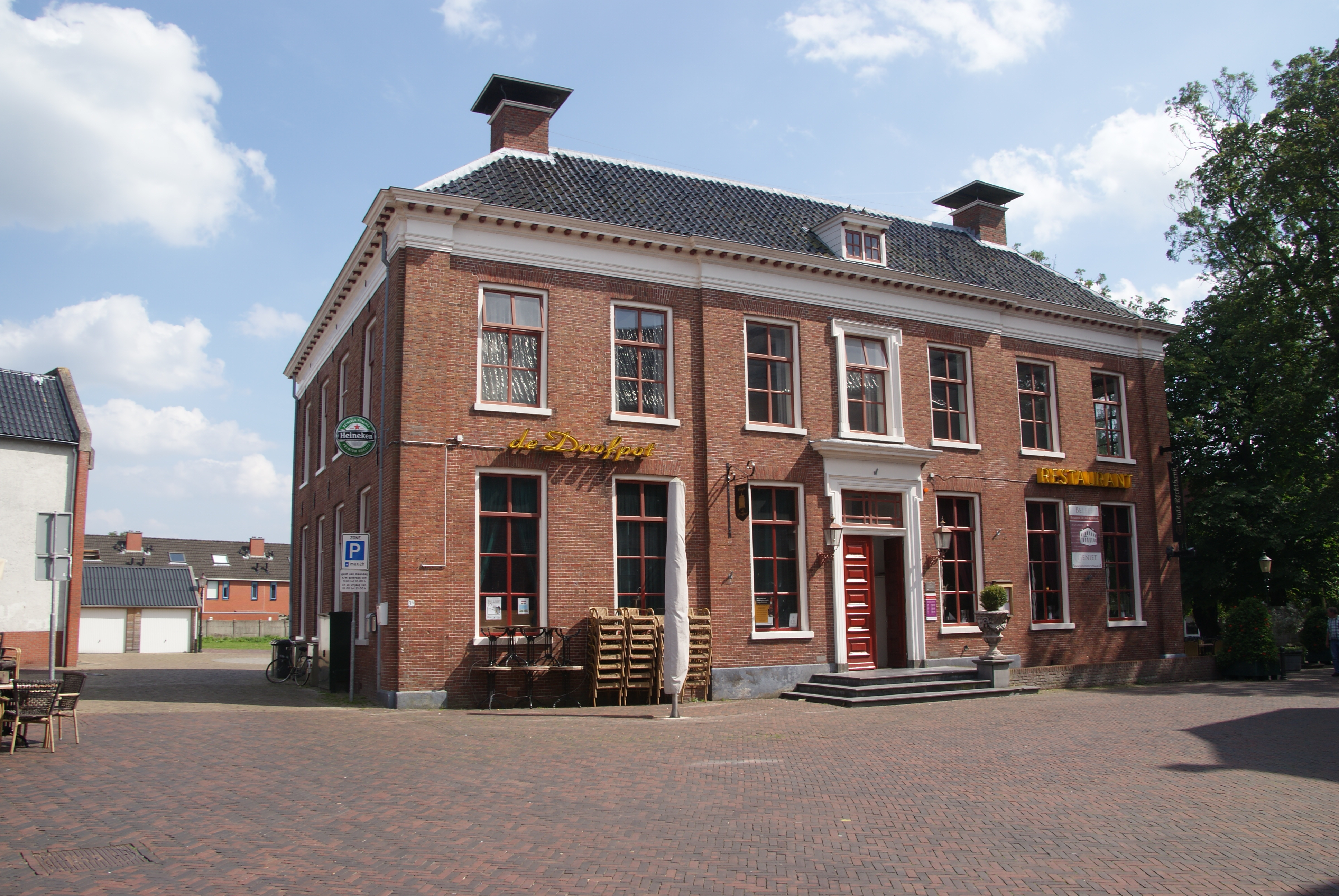
Voormalige rechtbank, Wijkstraat
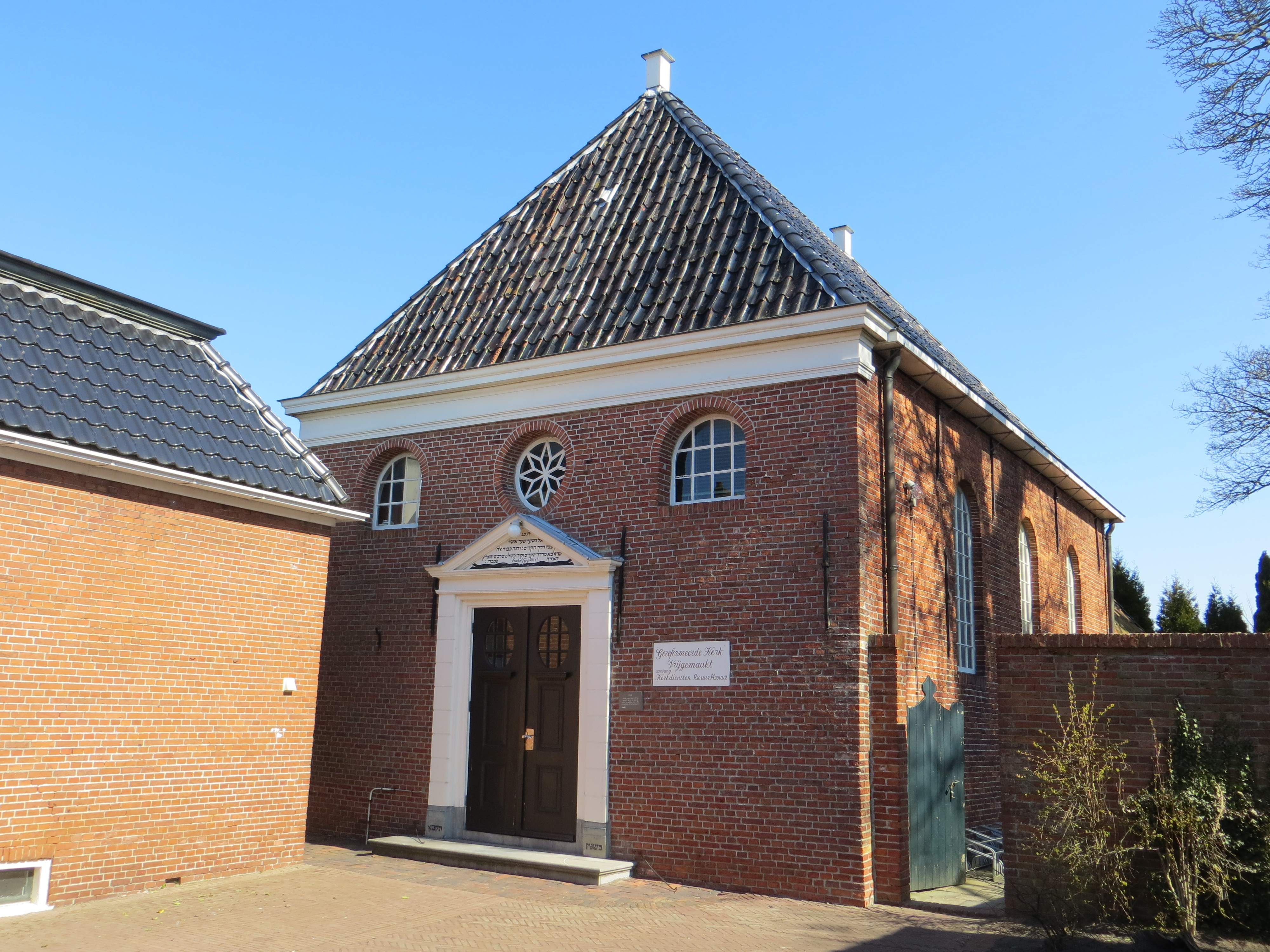
Synagoge, Broerstraat
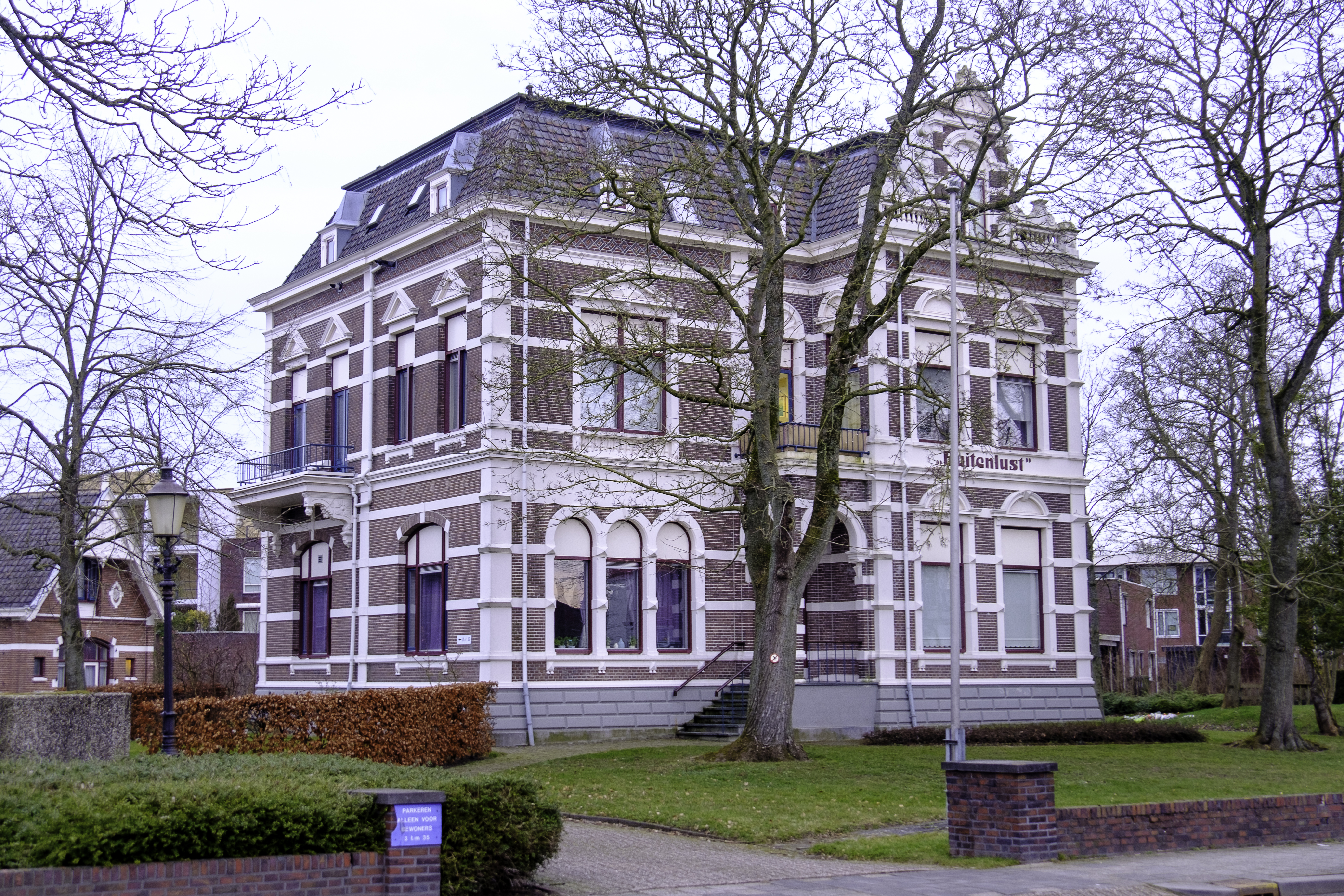
Buitenlust, Stationsweg
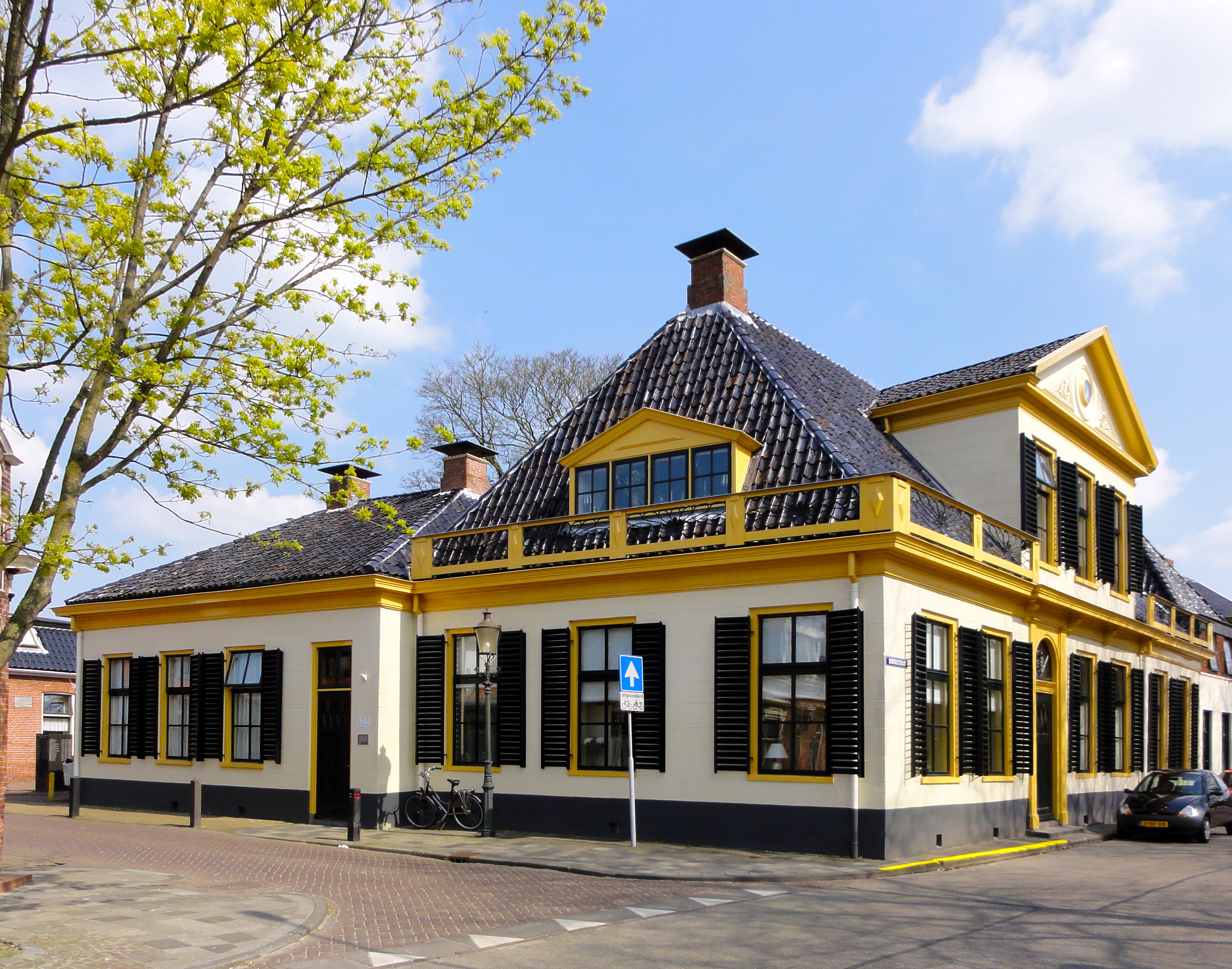
Filadelfia, Koningstraat
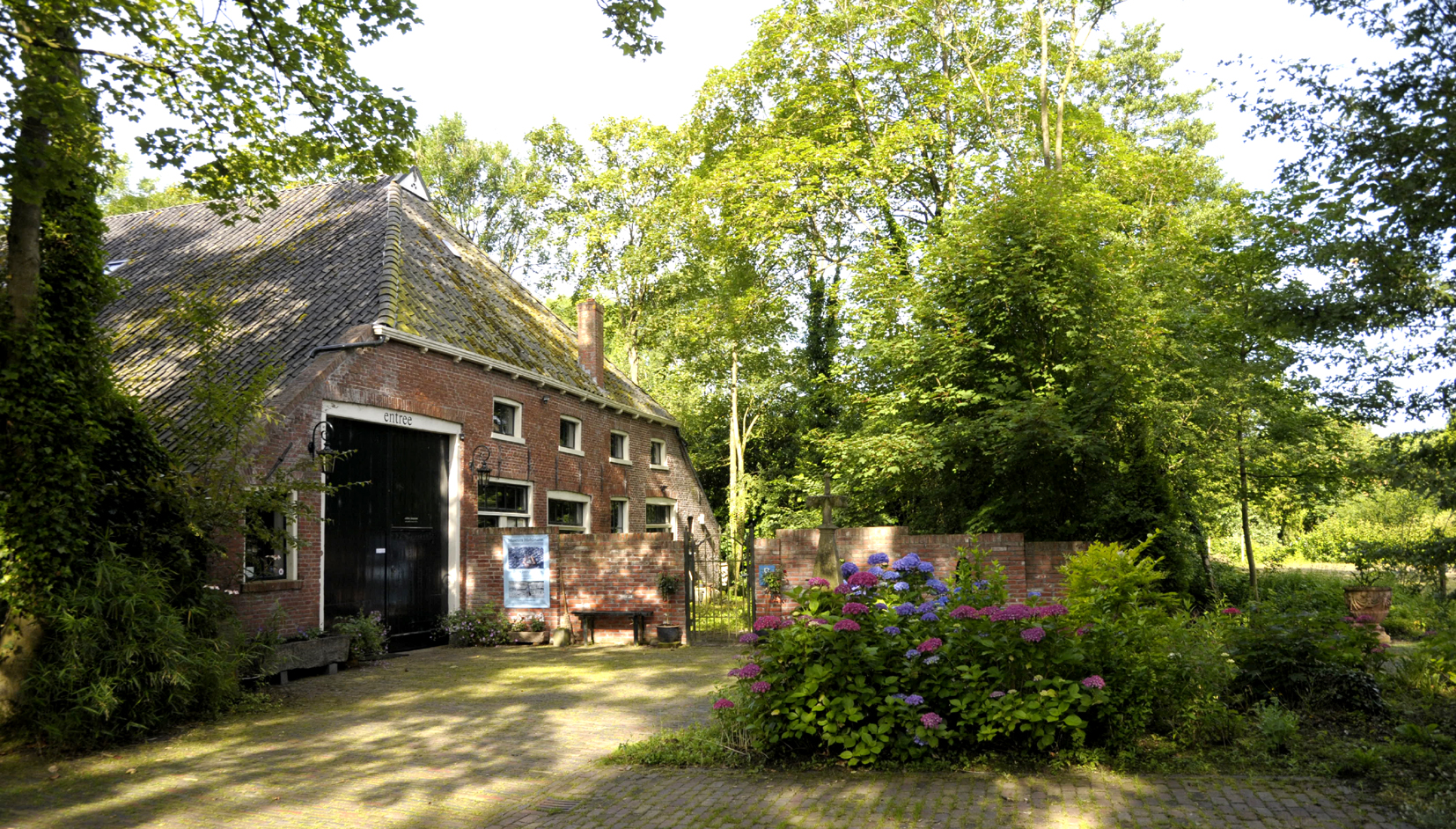
Museum Møhlmann, Westersingel
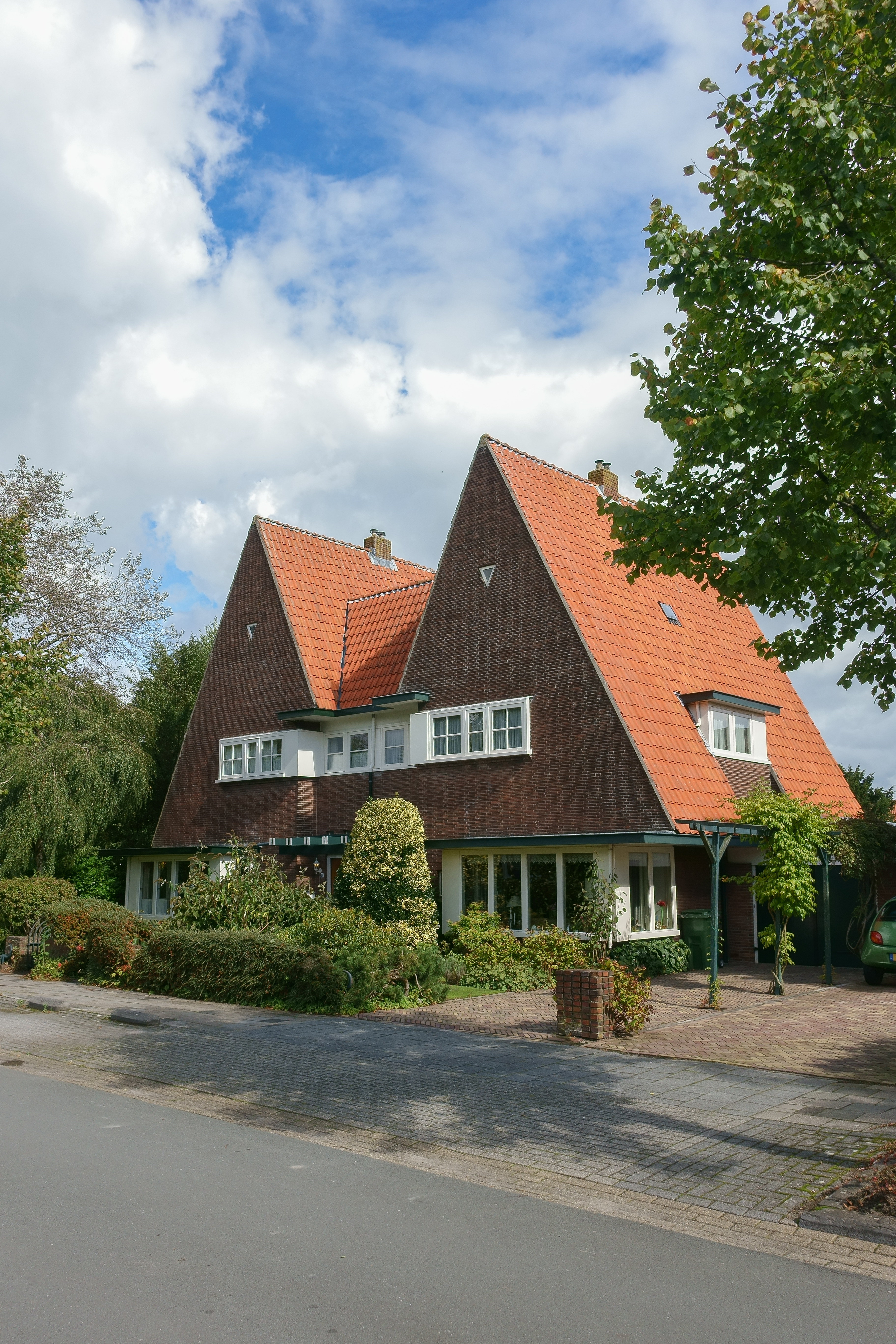
Dubbele woning, architect J. Hoogbruin, Wilhelminaweg
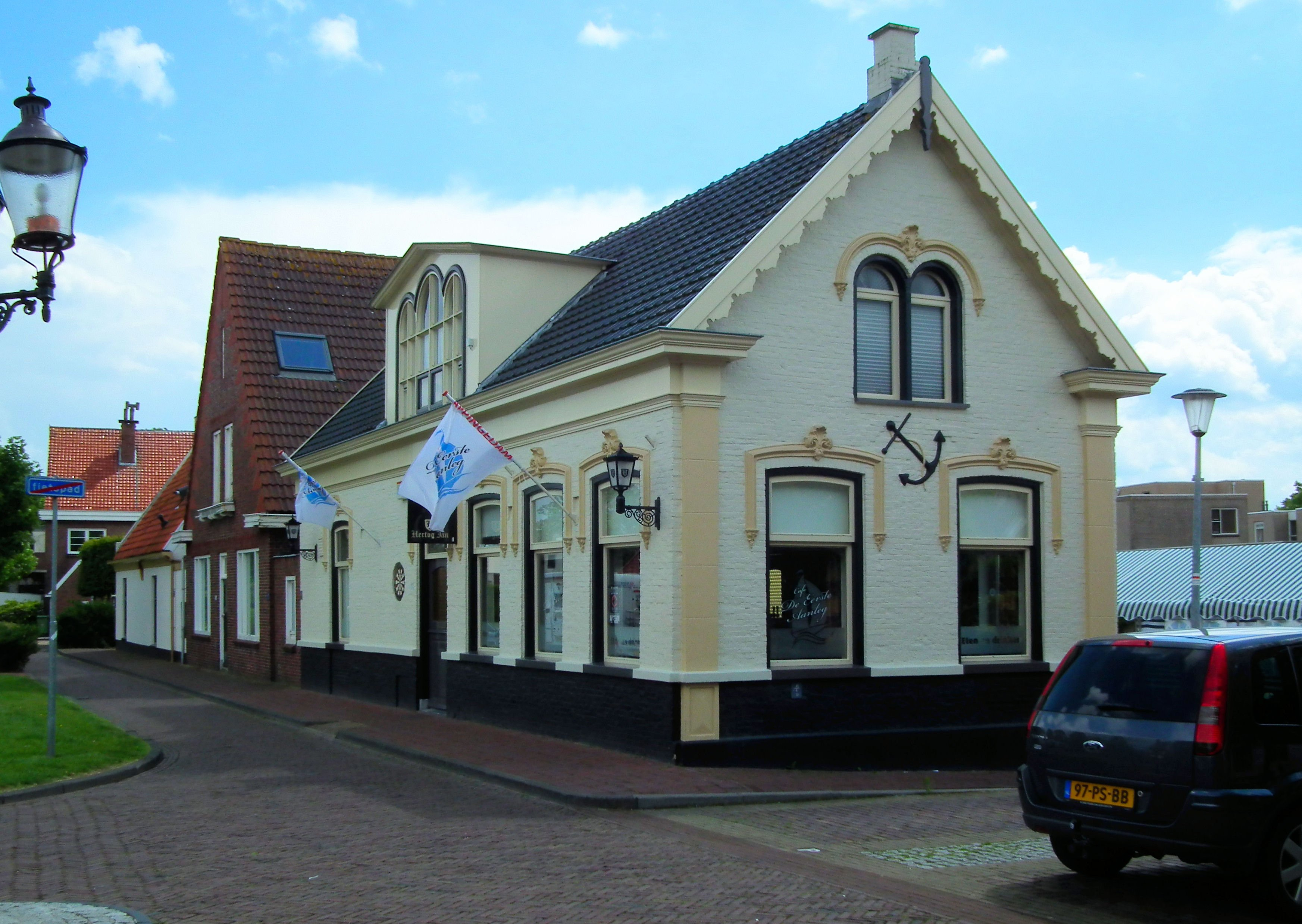
Het Gouden Anker, Solwerderweg
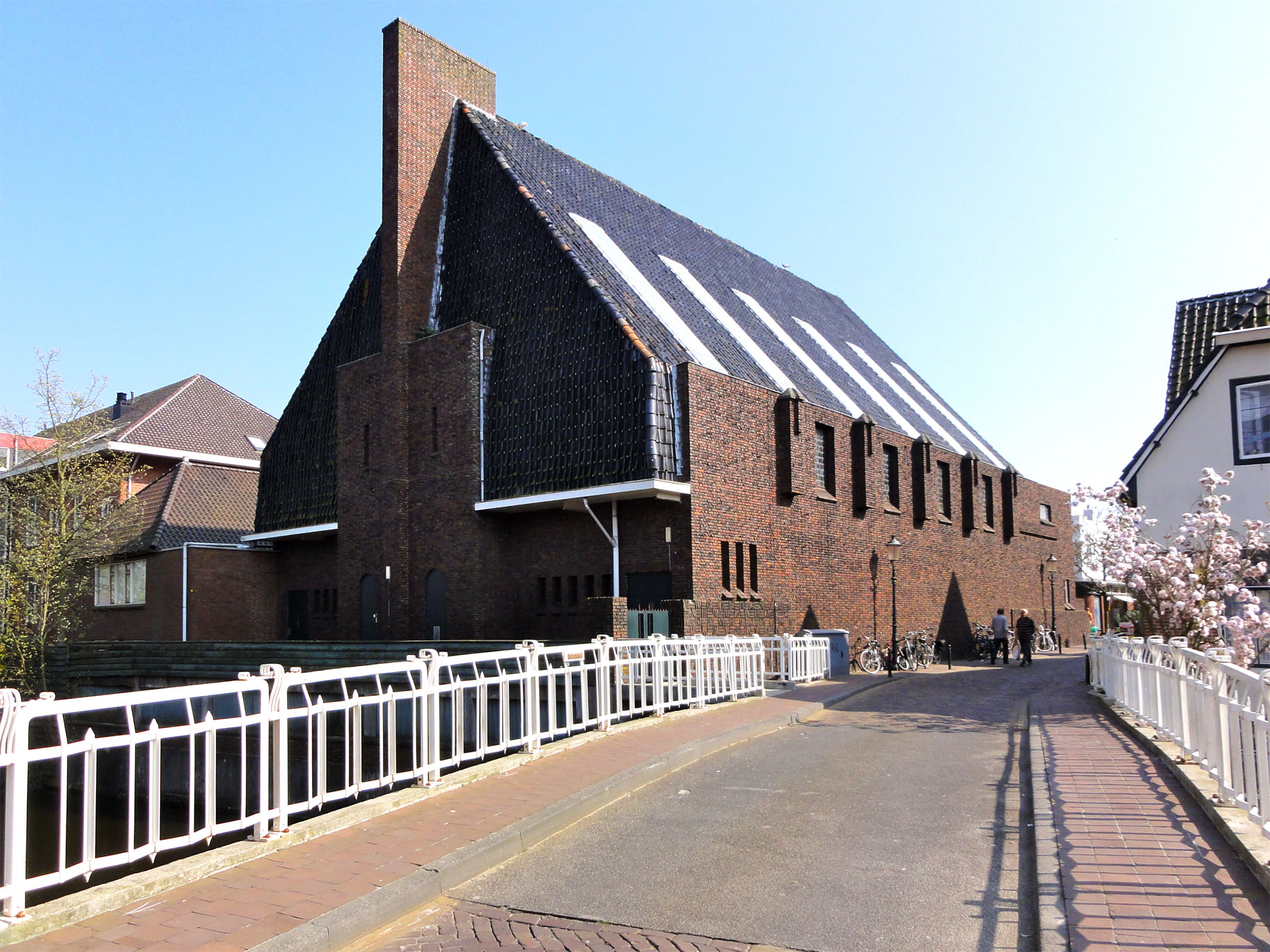
Breedebrug en Gereformeerde kerk van Egbert Reitsma
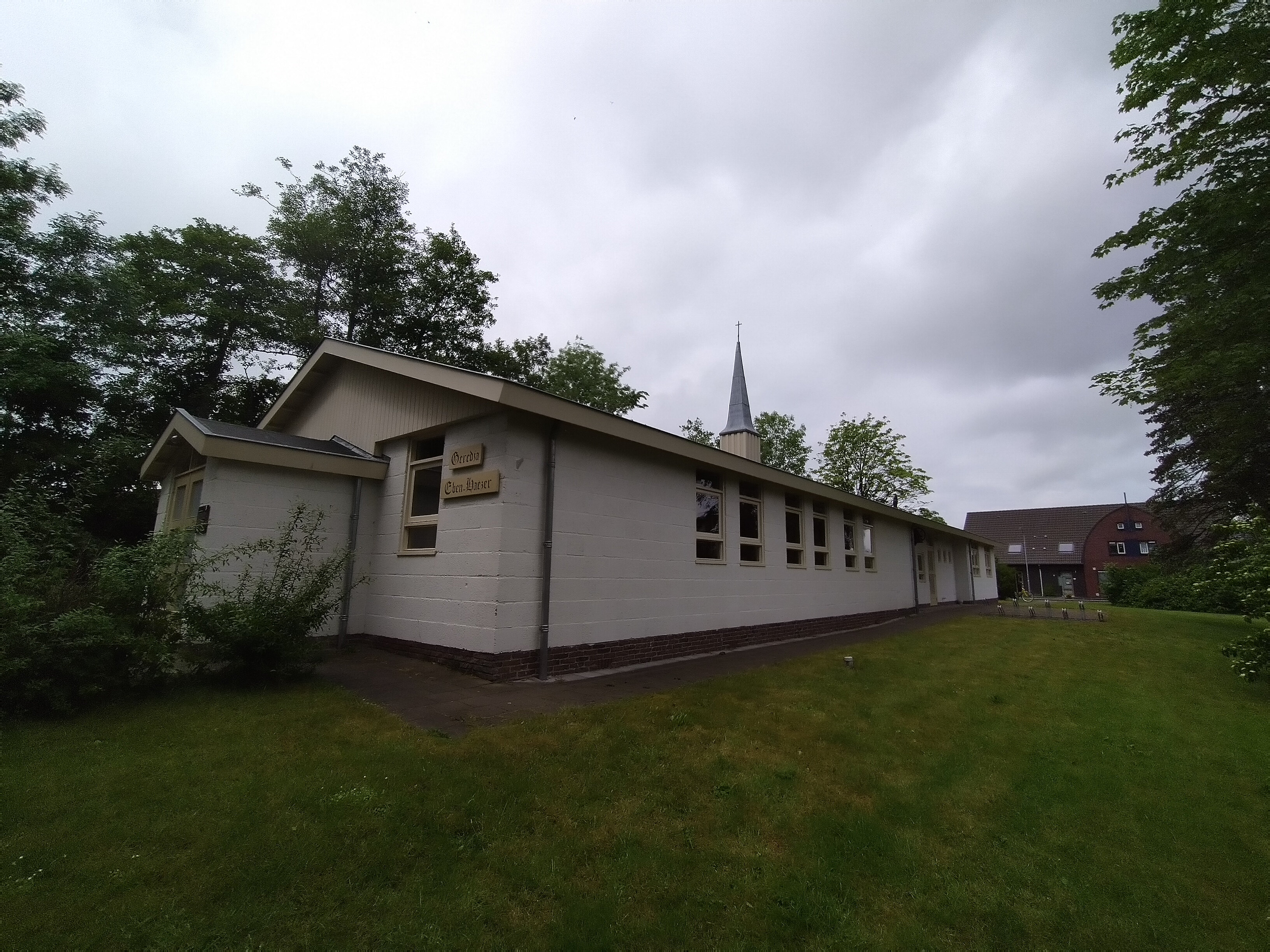
Molukse kerk (rijksmonument)
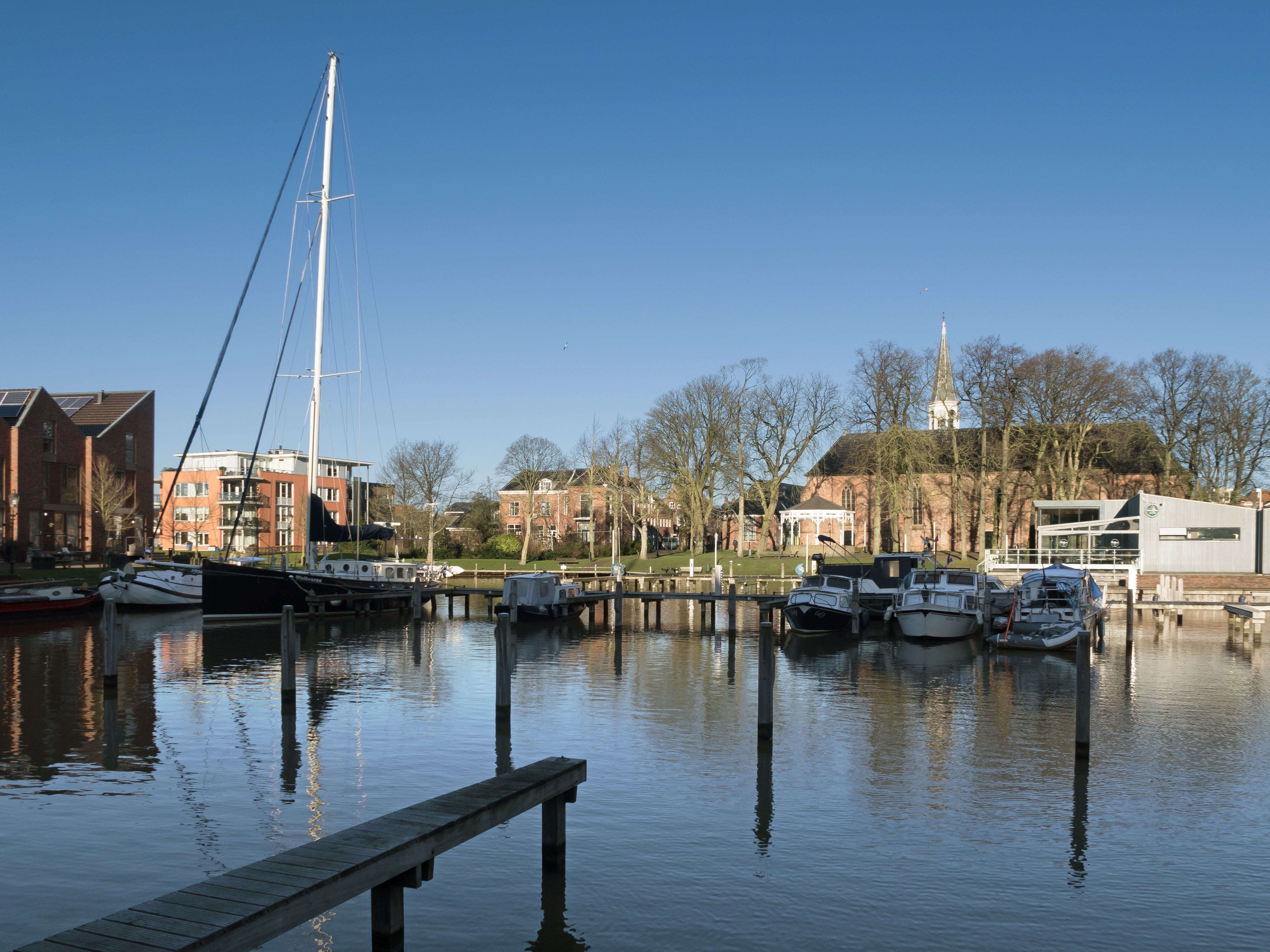
Stadshaven aan het Nieuwe Diep

## Cultuur

### Toeristische en culturele activiteiten
Appingedam kent gedurende de zomerperiode de jaarlijkse Damster Stadsfeesten, die in juni starten met een kermis en een muziekevenement, de Nacht van Appingedam. Enkele andere stadsfeesten zijn de (middeleeuwse) Coopluydenmarkt, de Kunst- en Cultuurdag, Het Beachvolleybaltoernooi en de Gondelvaart. De stadsfeesten worden in september afgesloten met de Damsterdag met een tweetal optochten met praalwagens, het zogenaamde papiercorso. De wagens zijn hier, anders dan bij de bekendere bloemencorso's, niet met bloemen versierd, maar alle onderdelen zijn bekleed met duizenden kleurrijke papieren roosjes, gemaakt van crêpepapier.

### Kunst in de openbare ruimte
In de gemeente waren diverse beelden, sculpturen en objecten geplaatst in de openbare ruimte, zie:

### Musea en collecties
Appingedam telt de volgende musea en tentoonstellingsruimtes:
- Museum Stad Appingedam (vaste historische collectie en exposities)
- De Noordelijke Kunsthof (exposities)
- Museum-galerie Møhlmann (vaste collectie en exposities van realistische en figuratieve kunst)

In het rijksmonumentale voormalige gebouw van de openbare bibliotheek aan de Koningstraat bevond zich tot 2017 het Fransema Kabinet. Daarin was de boekencollectie ondergebracht van Ekke Fransema (1864-1928) uit Godlinze, bestaande uit ± 4500 zeldzame werken op het gebied van geschiedenis, rechtsgeleerdheid en kerkgeschiedenis. Het Fransema-Kabinet is vanaf 2020 opgenomen in Museum-galerie Møhlmann.

## Bevolking
Op 1 januari 2020 telde de toenmalige gemeente Appingedam 11.642 inwoners, ongeveer 800 minder dan in 2002. In de periode 2005-2020 was het geboortecijfer steeds lager dan het sterftecijfer, waardoor de gemeente met een negatieve natuurlijke bevolkingsgroei kampte. In 2020 werden bijvoorbeeld 75 baby's geboren, terwijl ruim twee keer zoveel mensen stierven (157 sterftegevallen). Het bruto geboortecijfer kwam in 2020 uit op 6,44 per 1000 inwoners, terwijl het bruto sterftecijfer uitkwam op 13,49 per 1000 inwoners. De natuurlijke bevolkingsgroei was -82 personen, oftewel -7,05‰ (of: -0,705%). Het vruchtbaarheidscijfer (gemiddeld kindertal per vrouw) kwam in 2020 uit op 1,34 kinderen, overeenkomend met het Groningse gemiddelde (1,37 kinderen per vrouw), maar wel lager dan het landelijke gemiddelde van 1,54 kinderen per vrouw.
| Verticaal staafdiagram van de bevolkingsontwikkeling van Appingedam tussen 2002 en 2020 |
| --------------------------------------------------------------------------------------- |
|                                                                                         |
| ■ Centraal Bureau voor de Statistiek                                                    |

### Religie
Volgens een onderzoek van het Centraal Bureau voor de Statistiek in 2010-2014 rekende 44,7% van de bevolking van de gemeente Appingedam zich tot een kerkelijke gezindte of een levensbeschouwelijke groepering. De leden van de Nederlandse Hervormde Kerk vormden naar schatting 11,4% van de bevolking, gevolgd door leden van de Protestantse Kerk in Nederland (PKN) met 10,9%. Ongeveer 8,2% van de Damsters was lid van de Gereformeerde Kerken in Nederland, 3,4% was moslim en 3,2% was lid van de Katholieke Kerk in Nederland. Het boeddhisme had een aanhang van 0,3%. Ongeveer 7,4% van de Damsters had een andere religie, terwijl 55,3% van de bevolking zich niet tot een kerkelijke gezindte of levensbeschouwelijke groepering rekende.

## Economie
Appingedam heeft twee industrieterreinen en enkele bedrijventerreinen. In het centrum is een ruim winkelaanbod. Op het Overdiepterrein zijn koop- en huurwoningen en een winkelcentrum gebouwd. De bestaande jachthaven op deze locatie wordt gedeeltelijk verplaatst. Tussen Appingedam en Delfzijl, ook wel het Tussengebied genoemd, zijn kantoorcomplexen en een zwembad gebouwd.

## Onderwijs
Appingedam heeft vijf basisscholen en vestigingen van twee scholen voor voortgezet onderwijs: het Noorderpoort College (vmbo en mbo) en het Rudolph Pabus Cleveringa Lyceum (havo en vwo).

## Gemeente
| Gemeentegrenzen Wijkgrenzen Buurtgrenzen Autosnelweg Secundaire weg Spoorweg |  |  | ██ Geselecteerde gemeente ██ Bebouwd gebied ██ Bos of park ██ Binnenwater, rivier of kanaal |

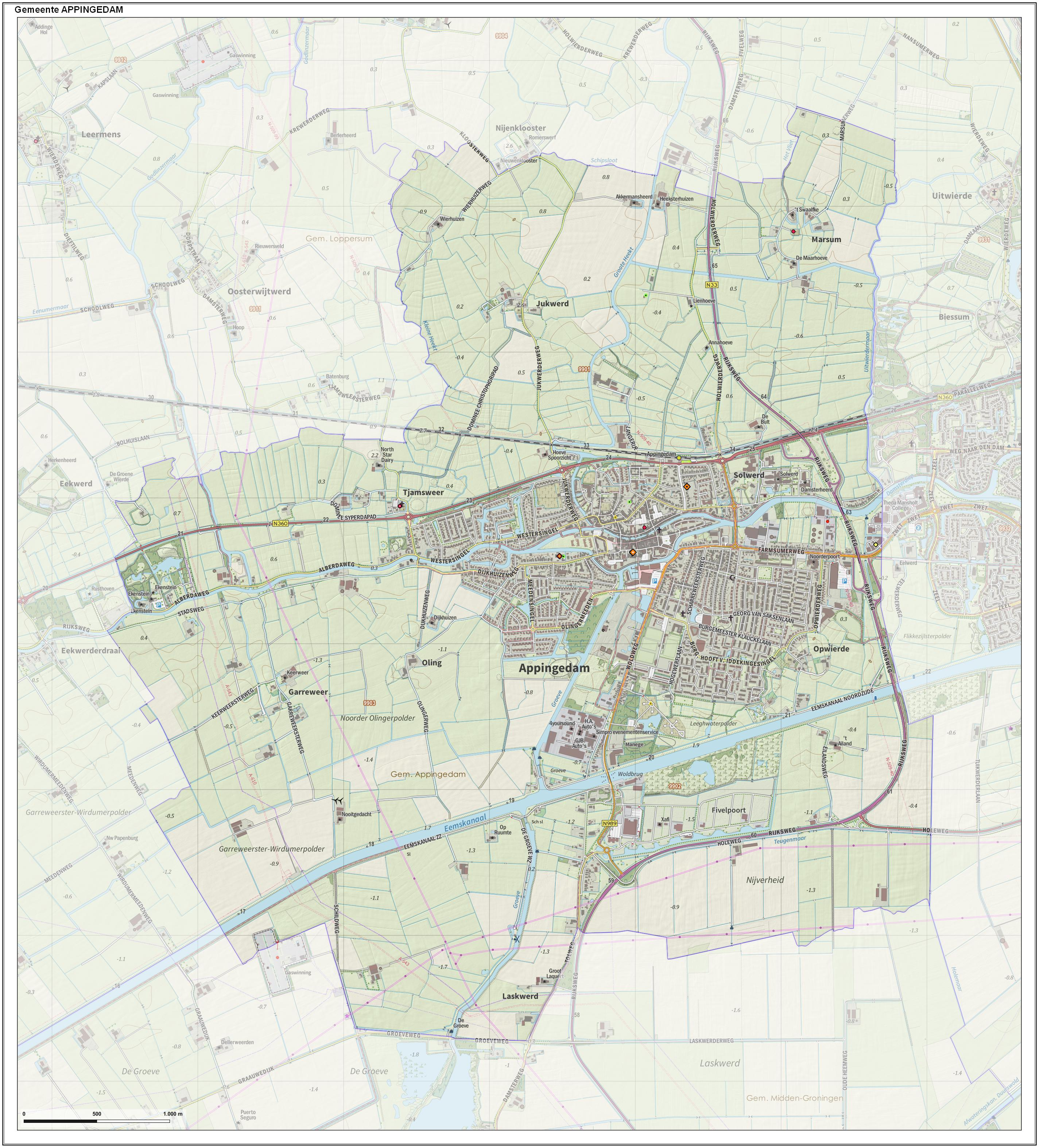
Topografische gemeentekaart van Appingedam, september 2017

Appingedam en omgeving

De tot en met 2020 bestaande gemeente Appingedam besloeg een oppervlakte van 24,62 km² (waarvan 0,79 km² water). Als een van de weinige gemeenten in de provincie Groningen had ze tot dan toe de gemeentelijke herindelingen weerstaan: de gemeentegrenzen kwamen vrijwel overeen met die bij de invoering van gemeenten in 1811. De voormalige gemeente Appingedam omvatte de plaatsen en buurtschappen Appingedam, Garreweer, Jukwerd, Laskwerd, Marsum, Oling, Opwierde, Solwerd en Tjamsweer.
Al in 2008 drongen Damster ondernemers aan op de vorming van een grote gemeente voor het Eemsmondgebied, in het belang van de economische en industriële ontwikkeling. Nadat de opname in een grote gemeente voor geheel Noord-Groningen niet was doorgegaan, stemde de gemeenteraad van Appingedam uiteindelijk in met uitwerking van het voorstel tot samenvoeging met Delfzijl en Loppersum, ondanks de gehechtheid aan het eigen karakter van het historische stadje en het van oudsher gekoesterde wantrouwen jegens de ambities van de grotere buurgemeente Delfzijl. Per 1 januari 2021 is met Delfzijl en Loppersum een nieuwe gemeente gevormd onder de naam Eemsdelta.

### Gemeenteraad
De gemeenteraad van Appingedam telde 15 zetels. De raad in de laatste zittingsperiode (tot 31 december 2020) bestond uit de volgende zes partijen:
| Gemeenteraadszetels 2014-2020 | Gemeenteraadszetels 2014-2020 | Gemeenteraadszetels 2014-2020 |
| Partij                        | 2014                          | 2018                          |
| ----------------------------- | ----------------------------- | ----------------------------- |
| GemeenteBelangen              | 5                             | 6                             |
| SP                            | 3                             | 3                             |
| CDA                           | 3                             | 2                             |
| PvdA                          | 2                             | 2                             |
| D66                           | 1                             | 1                             |
| ChristenUnie                  | 1                             | 1                             |
| Totaal                        | 15                            | 15                            |

### Stedenband
Appingedam had vanaf 1989 Aurich in Oost-Friesland in de Duitse deelstaat Nedersaksen als partnerstad.

## Infrastructuur en vervoer

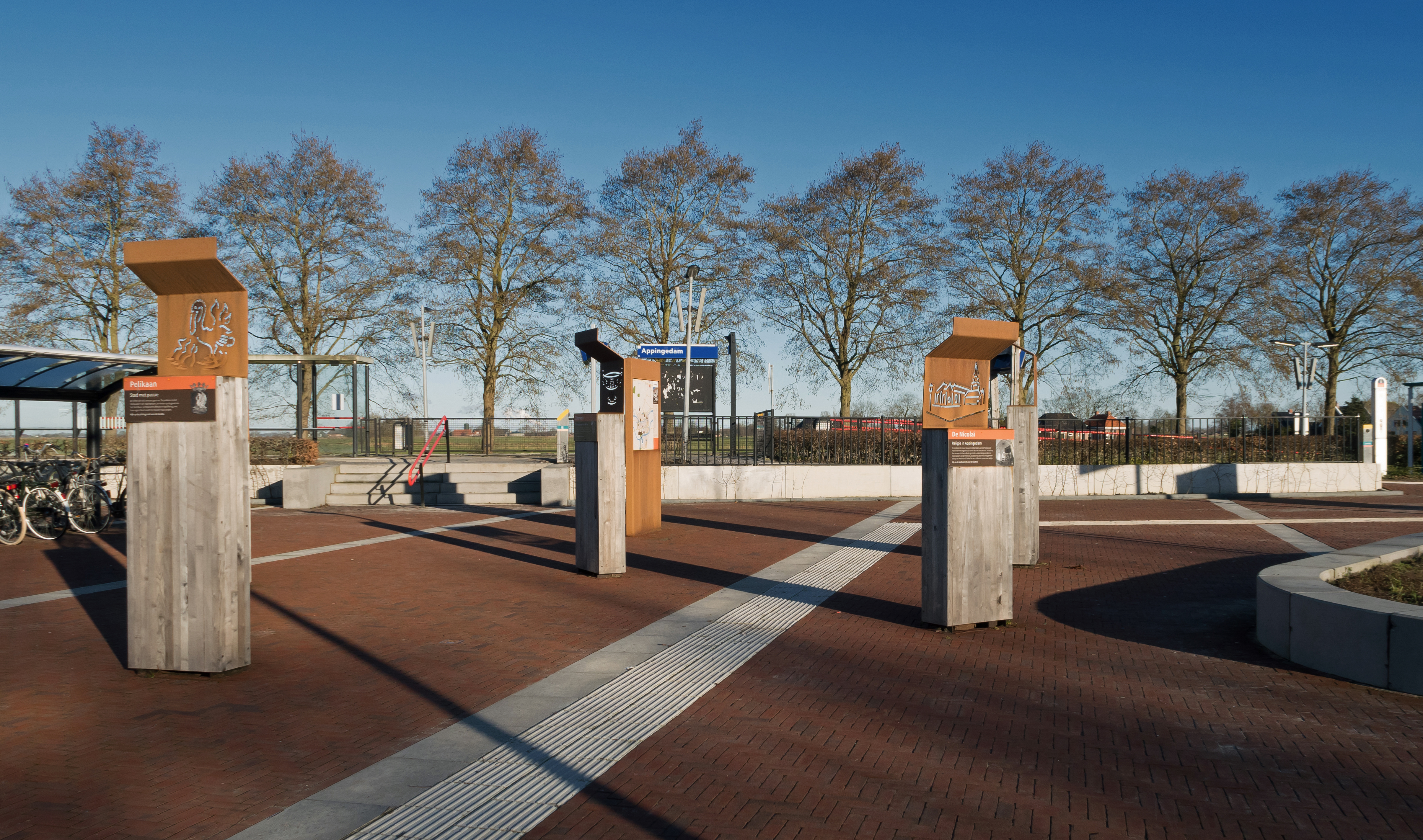
Plein bij station Appingedam

Belangrijke verkeersaders zijn de N33 (Assen - Eemshaven), de N989 (Appingedam) en de N360 (Groningen - Delfzijl).
Appingedam heeft een station aan de spoorlijn Groningen - Delfzijl in de vorm van een eenvoudige wachtgelegenheid. Het oorspronkelijke station Appingedam uit 1884, behorend tot het Standaardtype Sneek, werd in de jaren zestig genomineerd voor de monumentenlijst, maar viel ten prooi aan verwaarlozing en werd na een brand in 1981 gesloopt. De spoorlijn wordt geëxploiteerd door Arriva.
Ook heeft Appingedam een busstation en stalling aan de Farmsumerweg met de buslijnen:
| Lijn | Route                                                                                           | Vervoerder     |
| ---- | ----------------------------------------------------------------------------------------------- | -------------- |
| 6    | Delfzijl - Appingedam - Garrelsweer - Ten Boer - Groningen (- P+R Haren)                        | Qbuzz (Q-link) |
| 41   | Appingedam - Spijk - Roodeschool - Uithuizen                                                    | Qbuzz          |
| 178  | Groningen - Kolham - Froombosch - Slochteren - Schildwolde - Hellum - Siddeburen (- Appingedam) | Qbuzz          |
| 406  | Groningen - Ten Boer - Ten Post - Garrelsweer - Eekwerd - Appingedam - Delfzijl                 | Qbuzz          |
| 549  | Appingedam - Laskwerd - Steendam - Siddeburen - Noordbroek - Scheemda                           | UVO/Van Dijk   |
| 564  | Appingedam - Laskwerd - Overschild - Ten Boer                                                   | UVO/Van Dijk   |
| 640  | Appingedam - Delfzijl - Woldendorp                                                              | Qbuzz          |

Vanaf 1921 werden de streekbusverbindingen onderhouden door de oranjerode bussen van de DAM. Het busstation en de stalling waren gevestigd aan de Paardewasch in de Wijkstraat. In 1970 nam de GADO deze lijnen over en in 1979 verhuisde het busstation met de stalling naar een locatie aan de Farmsumerweg. De concessie voor het busvervoer is per 13 december 2009 in handen van Qbuzz en UVO/Van Dijk.

### Wateren
Behalve het nabijgelegen Schildmeer kent Appingedam ook het Eemskanaal, het Damsterdiep, het Nieuwe Diep, de Groeve-Noord, de Teugen en de Groeve-Zuid. Het Kattendiep liep door het centrum van Appingedam, van café het Gouden Anker achter de Solwerderstraat langs en via het Gouden Pand en de parkeerplaats nabij Bolwerk liep hij bij het huidige Chinese restaurant het Damsterdiep weer in. In 1966 werd het Kattendiep gedempt. Later hebben op de plek waar het Kattendiep liep, een straat en een parkeerplaats dezelfde naam gekregen.

## Sport en recreatie
Door Appingedam loopt de Europese wandelroute E9, ter plaatse ook Noordzeepad of Wad- en Wierdenpad geheten. Ook heeft Appingedam een voetbalclub, volleybalclub, een (tafel)tennisvereniging, een badmintonvereniging, een boksvereniging en een fietscrossvereniging. Tevens is er een zwembad/sporthal.
Jaarlijks vindt er sinds 1997 de Stadsloop Appingedam plaats, een internationale atletiekwedstrijd over een afstand van 10 kilometer.
Ook wordt jaarlijks een volleybaltoernooi gehouden. Een 2 daags toernooi, 1 voor de amateurs en 1 voor nationale professionals.

## Bekende Damsters

### Geboren in Appingedam
- Jacob Perizonius (1651–1715), hoogleraar in de geschiedenis en klassieke talen in Franeker en Leiden.
- Jhr. Willem Alberda van Ekenstein (Tjamsweer 1792–1869), bewoner van de borg Ekenstein, kamerheer in buitengewone dienst van de koning.
- Johannes Quintinus Cleveringa (1796–1875), burgemeester
- Fokko Alting Mees (1819–1900), advocaat in Nederlands-Indië, minister van Koloniën, lid van de Raad van State en president van de Nederlandsche Handel-Maatschappij.
- Rudolph Albert Cleveringa (1821–1903), burgemeester
- Petrus Alting Mees (1825-1874), arts en burgemeester
- Adriaan Louis Poelman (1827–1893), predikant, journalist en politicus
- Jan ten Brink (1834–1901), schrijver, theoloog en hoogleraar in de Nederlandse letterkunde in Leiden. Auteur van de Damster roman De familie Muller Belmonte.
- Izaäk Herman Reijnders (1838–1925), politicus en burgemeester van Onstwedde (nu gemeente Stadskanaal) (zoon van Synco Reijnders).
- Carolus Justus Lewe van Aduard (1852–1917), jonkheer en burgemeester
- Rudolph Pabus Cleveringa (1852–1919), jurist
- Jhr. Witius Hendrik de Savornin Lohman (1864–1932), rechtsgeleerde, van 1901 tot 1931 lid van de Hoge Raad, sinds 1914 als president (zoon van Alexander de Savornin Lohman).
- Hendrik Krayer van Aalst (1869–1933), zendeling in Nederlands-Indië tussen 1897 en 1928. Publiceerde boeken over zijn ervaringen.
- Johannes Wytema (1871–1928), burgemeester van Rotterdam van 1923 tot aan zijn dood.
- Anne Siberdinus de Blécourt (1873–1940), rechter, rechtshistoricus, hoogleraar oudvaderlands recht in Leiden. Schreef Fivelgoër Landleven (1901).
- Arent Tonko Vos (1875–1955), advocaat, wethouder en locoburgemeester van Appingedam. Schreef openluchtspelen die in Appingedam werden opgevoerd en de jaarlijkse Nieuwjaarswens van Thomasvaer en Pieternel voor de Stadsschouwburg in Groningen.
- Obbo Johannes Scherphuis (1890–1980), politicus van de Vrijzinnig-Democratische Bond (VDB) en de Partij van de Arbeid (PvdA), wethouder van Appingedam en burgemeester van Ten Boer en Slochteren.
- Willem Bijlefeld (1894–1961), architect die vooral werkzaam was in het noorden van het land
- Rudolph Pabus Cleveringa (1894–1980), hoogleraar handelsrecht en burgerlijk procesrecht in Leiden. Protesteerde op 26 november 1940 in een beroemd geworden rede tegen het ontslag van joodse collega's. Later lid van de Raad van State.
- Tjomme Boltjes (1899–1971), jurist, notaris en vicepresident van de Hoge Raad der Nederlanden.
- Jakob Pieter Scheltens (1919–1996), hoogleraar fiscaal recht en notarieel recht in Leiden.
- Klaas Bolt (1927–1990), organist, improvisator en orgelkundige. Vaste bespeler van het hoofdorgel van de Grote of Sint-Bavokerk in Haarlem.
- Harry Rozema (1934–2025), waterbouwkundige
- Fenna Vergeer-Mudde (1946), van 2002 tot 2006 lid van de Tweede Kamer voor de SP.
- Eddy Weeda (1952), botanicus
- René Pingen (1959–2016), kunsthistoricus, directeur van het Design Museum 's-Hertogenbosch
- Evelien Koogje (1959), Olympisch roeister.
- Nathalie de Vries (1965), architect en urbanist.
- Roelof Bleker (1967), burgemeester van Enschede.
- Joël Stoppels (1984), oorlogshistoricus
- Amelie Hoendermis (2006), voetbalster

### Bekende oud-inwoners
- Focko Ukena (± 1360–1435), Oost-Fries hoofdeling
- Sibylle van Griethuysen (1621–1699), auteur en dichter
- Synco Reijnders (1793–1873), notaris, schrijver, dichter en burgemeester
- Alexander de Savornin Lohman (1837–1924), politicus en minister
- Jan Brons (1865–1954), ondernemer en uitvinder
- Evert Rozema (1892-1964), (gemeente)architect
- Albert Alberts (1911–1995), schrijver en historicus
- Piet Vink (1927–2002), wethouder